# Santa Cruz de La Palma
Santa Cruz de La Palma ist die Hauptstadt der Kanarischen Insel La Palma. Dort leben 15.565 Einwohnern (Stand: 2024).
Die Gemeinde liegt unterhalb der bewaldeten Berghänge der Cumbres (Cumbre Nueva und Cumbre Vieja) auf der östlichen Seite der Insel. Zwischen Küste und Cumbres liegt ein nur schmaler Uferstreifen, so dass sich die Bebauung an den Berghängen hinauf erstreckt.

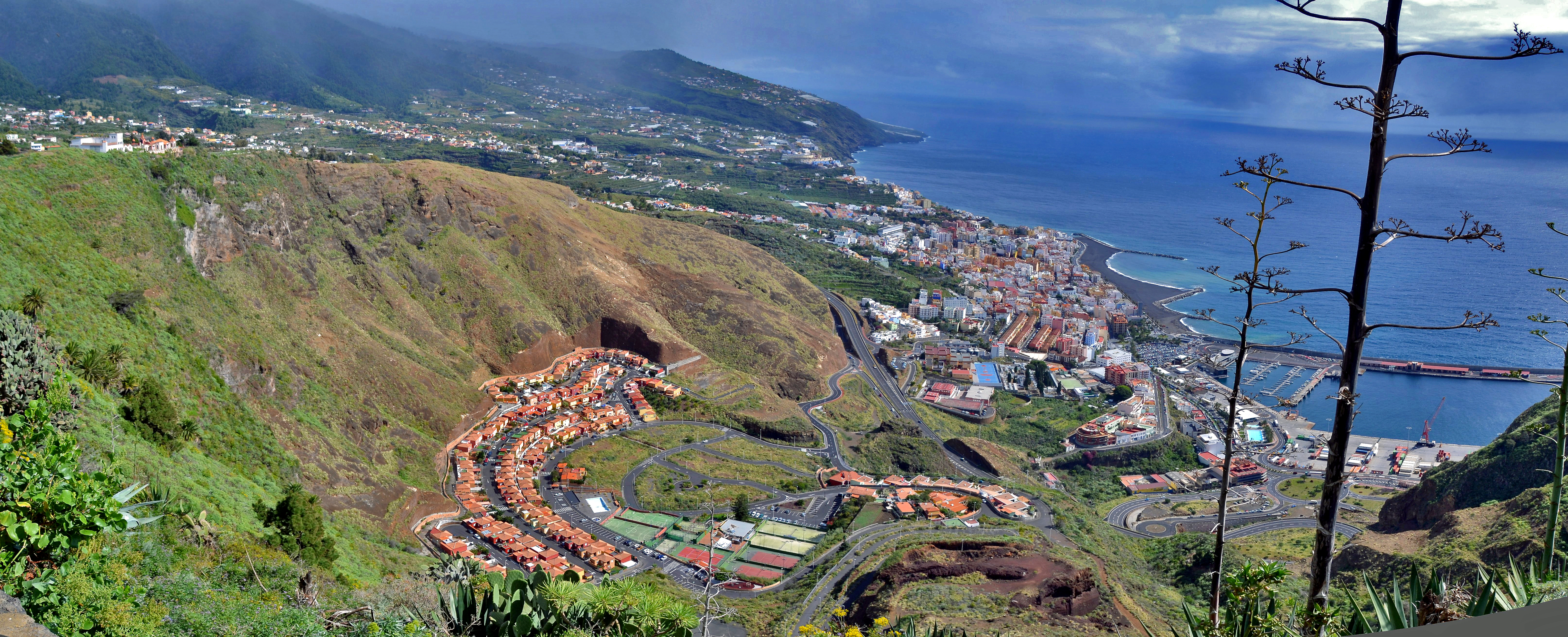
Blick auf Santa Cruz vom Mirador de la Concepcion

## Stadtbild
Der Altstadtkern von Santa Cruz wurde zum kunsthistorischen Baudenkmal erklärt. Die Hauptdurchgangsstraße ist die Avenida Marítima, die nur auf der Landseite bebaute Uferstraße. Hier befinden sich neben neuen Gebäuden einige alte Häuser im kanarischen und kolonialen Stil mit kunstvoll verzierten Holzbalkonen. Auf der parallel verlaufenden Calle O’Daly, auch als Calle Real bezeichnet, befinden sich das Rathaus (im 16. Jahrhundert unter der Herrschaft von Philipp II. errichtet), die Plaza de España mit der Hauptkirche El Salvador, kleine Geschäfte, Cafeterias und Restaurants.
Auf der Seeseite der Avenida Marítima erstreckt sich der seit 2017 angelegte Stadtstrand.

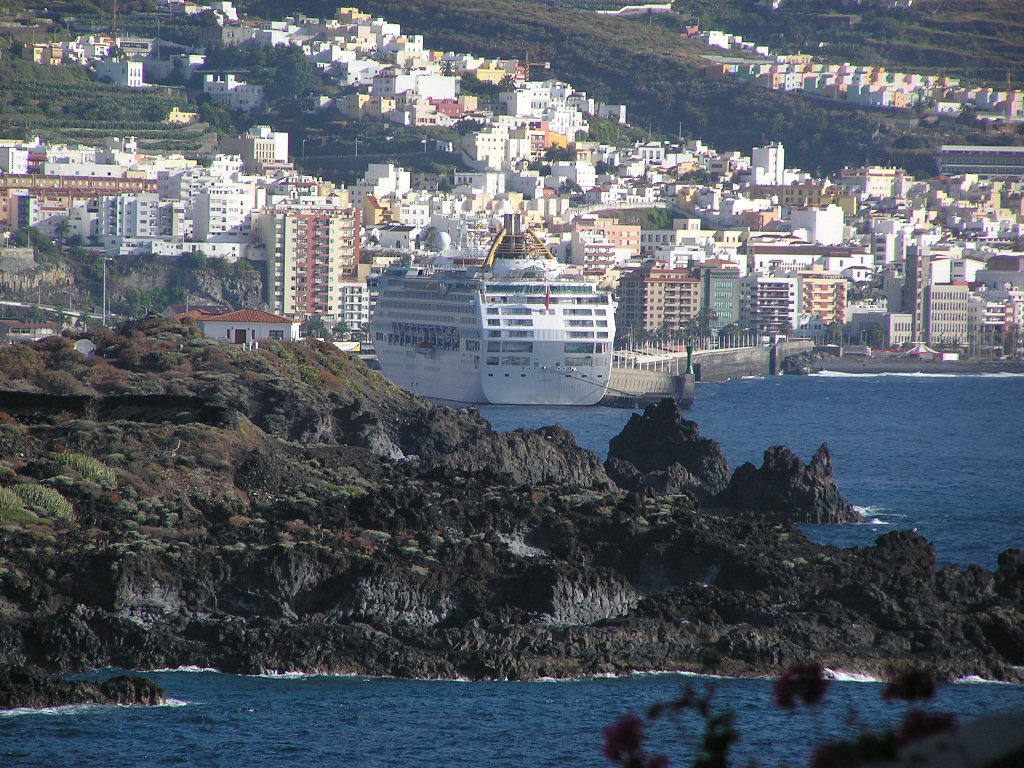
Der Hafen und die Stadt
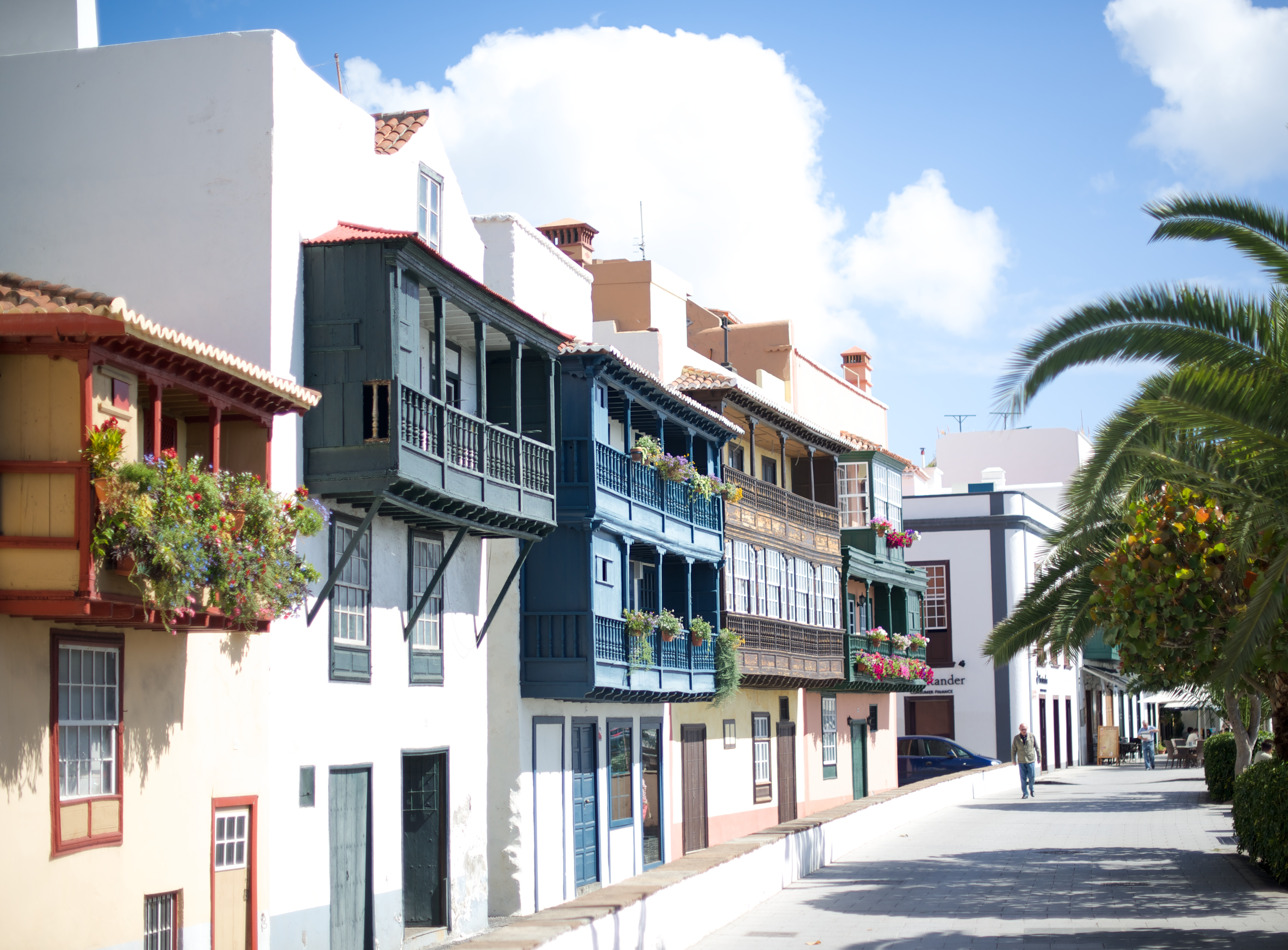
Stadthäuser an der Avenida Maritima
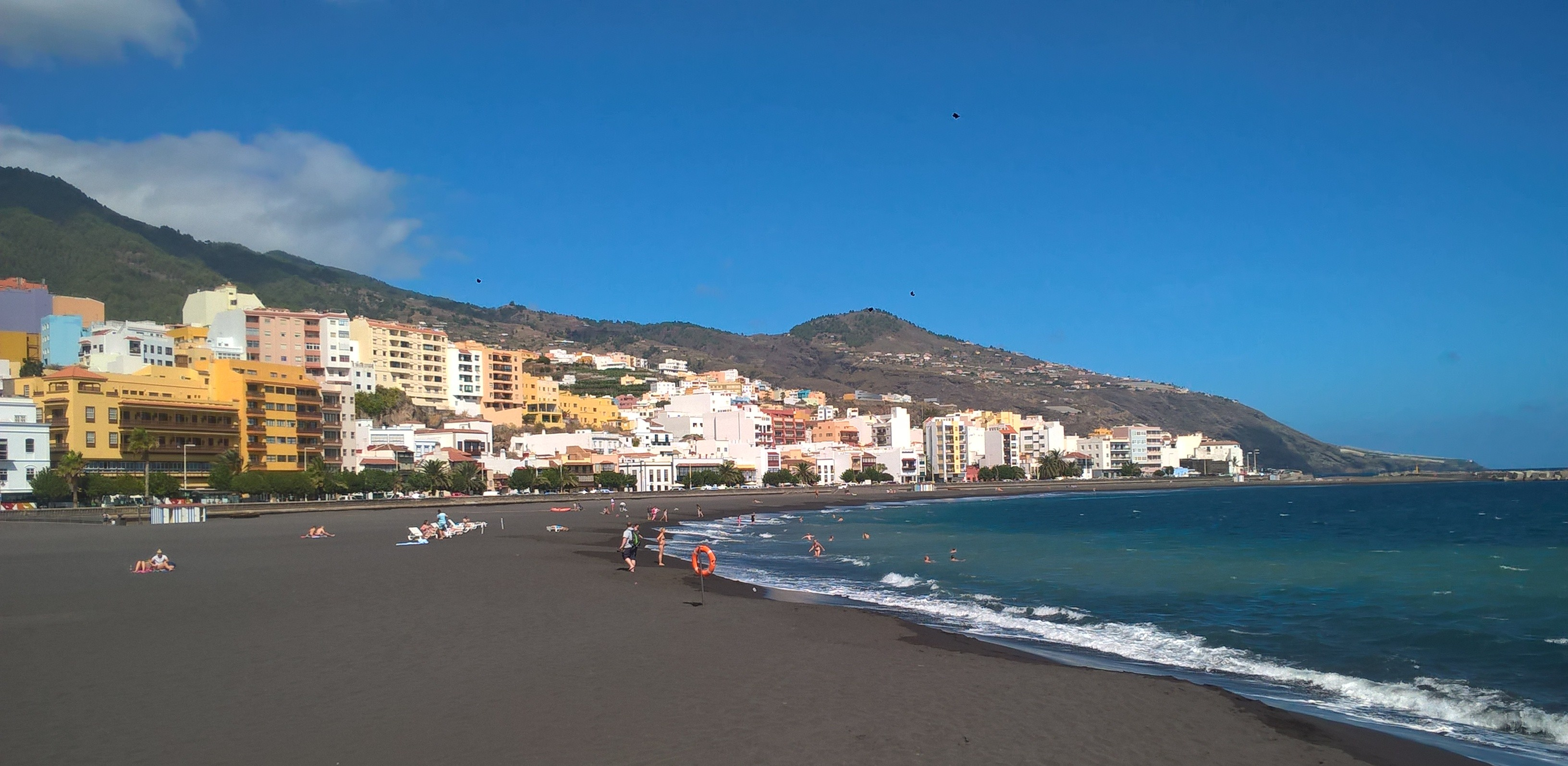
Stadtstrand entlang der Avenida Maritima

## Geschichte

### Vorspanische Zeit
Die Insel La Palma wurde ab der Mitte des 1. Jahrtausends v. Chr. besiedelt. Dauerhafte Siedlungen und Beziehungen zum Mittelmeerraum sind aus dem 3. Jahrhundert v. Chr. nachgewiesen. Im 3. Jahrhundert n. Chr. brachen die Verbindungen zwischen der Insel La Palma und dem mittelmeerischen Kulturkreis ab. Bis zum 14. Jahrhundert entwickelten die Benahoaritas, die Ureinwohner der Insel, auf La Palma eine eigene Kultur. 1922 wurde oberhalb der Stadt Santa Cruz de La Palma eine große Anzahl von Petroglyphen gefunden. Man geht davon aus, dass es sich bei der archäologischen Fundstelle La Erita um eine bedeutende Kultstätte der Benahoaritas handelte. Im 15. Jahrhundert wurde La Palma im Auftrag des kastilischen Königspaares Isabella und Ferdinand erobert.

### Wirtschaftlicher Aufschwung
Am 3. Mai 1493, dem Tag der Kreuzauffindung, gründete Alonso Fernández de Lugo die Stadt Santa Cruz de La Palma. Ob sich an diesem Ort die altkanarische Siedlung Apunyon (oder Apurón) befand, ist umstritten.
Ein Jahrhundert nach der 1493 abgeschlossenen Eroberung La Palmas spielte die Insel eine herausragende Rolle für die Wirtschaft Kastiliens im Atlantikraum. 1508 hatten die Kanarischen Inseln das Privileg des freien Warenverkehrs mit Amerika erhalten. Nahezu jedes Schiff, das von Kastilien nach Amerika segelte, legte auf den Kanaren einen Zwischenstopp ein.
Im 16. Jahrhundert lag der wirtschaftliche Schwerpunkt der Insel auf der Zuckerproduktion für den Export. Für den Eigenverbrauch wurden Weizen und Gerste angebaut. Weitere Exportartikel waren Wein, Pech und Holz.
Zucker von La Palma wurde nach Frankreich, England, Flandern, Holland, Hamburg, die Iberische Halbinsel und nach Genua exportiert. Trotz einer Zuckerproduktionskrise auf den Kanarischen Inseln, ab dem Ende des 16. Jahrhunderts, gelang es auf La Palma, die Bedeutung dieser Produktion aufgrund der hohen Produktivität und einer Fülle an Rohstoffen, für lange Zeit zu erhalten. Die Zuckerfabriken auf La Palma konnten bis zur ersten Hälfte des 19. Jahrhunderts überleben, wenn auch der Weinexport im Lauf der Jahrhunderte den Zuckerexport ersetzte. Der Schiffbau war ein Wirtschaftszweig der aufgrund des auf der Insel reichlich vorhandenen Holzes eine wichtige Rolle spielte.
Die Gewinne der auf La Palma ansässige Händler entstanden nicht nur durch den Export der Waren nach Amerika, sondern auch dadurch, dass sie mit den Einnahmen aus dem Export amerikanischen Waren kauften, die sie auf der Iberischen Halbinsel verkauften und dort Waren bezogen, die auf die Kanarischen Inseln transportiert wurden.
Der Schmuggel war im 16. und 17. Jahrhundert in Santa Cruz de La Palma eine feste Einrichtung. Er bot zusammen mit legalen Exporten und Importen die Möglichkeit schnell großen Reichtum zu erwerben. Das zog viele Händler und Abenteurer an. Am Ende des 16. Jahrhunderts gab es in Santa Cruz de La Palma eine große Zahl von portugiesischen, flämischen, französischen und genuesischen Kaufleuten.
Um den Warenverkehr von den Kanarischen Inseln nach Amerika besser erfassen zu können und den Schmuggel unter Kontrolle zu halten, ließ König Philipp II. 1564 im Hafen von Santa Cruz de La Palma den ersten Juzgado de indias (Registergericht für den Amerikahandel) als Ergänzung zu der Casa de Contratación in Sevilla einrichten.

### Wirtschaftlicher Niedergang
Der wirtschaftliche Niedergang setzte 1657 ein. Nach einem Erlass mussten nun alle Schiffe auf dem Weg von den Kanarischen Inseln nach Amerika auf Teneriffa registriert werden und dort ihre Abgaben entrichten. Der Handelsverkehr im Hafen von Santa Cruz de La Palma kam damit nahezu zum Erliegen. Zwar gab König Karl III. 1778 den Amerikahandel für alle spanischen Häfen frei, doch konnte sich Santa Cruz de La Palma nie völlig von der Wirtschaftskrise erholen.

### Piratenüberfälle
Wie die Häfen auf der Iberischen Halbinsel und in Nordafrika waren die Häfen der Kanarischen Inseln im Laufe des 16. Jahrhunderts häufig den Angriffen nordafrikanischer, französischer und englischer Piraten und teilweise mit königlichen Kaperbriefen ihrer Herkunftsländer ausgestatteter Freibeuter ausgesetzt.
Am Freitag, dem 21. Juli 1553, erschienen sieben Schiffe vor Santa Cruz de La Palma. Es waren Schiffe einer Piratenflotte unter dem Befehl des französischen Kapitäns François Le Clerc, der unter dem Namen Pie de Palo (Holzbein) bekannt war. Mehr als 500 Piraten landeten im Norden der Stadt, in einem Gebiet, das nicht durch Verteidigungsanlagen geschützt war. Die Bevölkerung konnte keinen Widerstand gegen so eine Übermacht leisten und rettete sich in die Berge. Die Piraten plünderten die Stadt und verteilten Schießpulver und Teer in verschiedenen Gebäuden. Bei ihrem Abzug am 1. August steckten sie die Stadt in Brand.

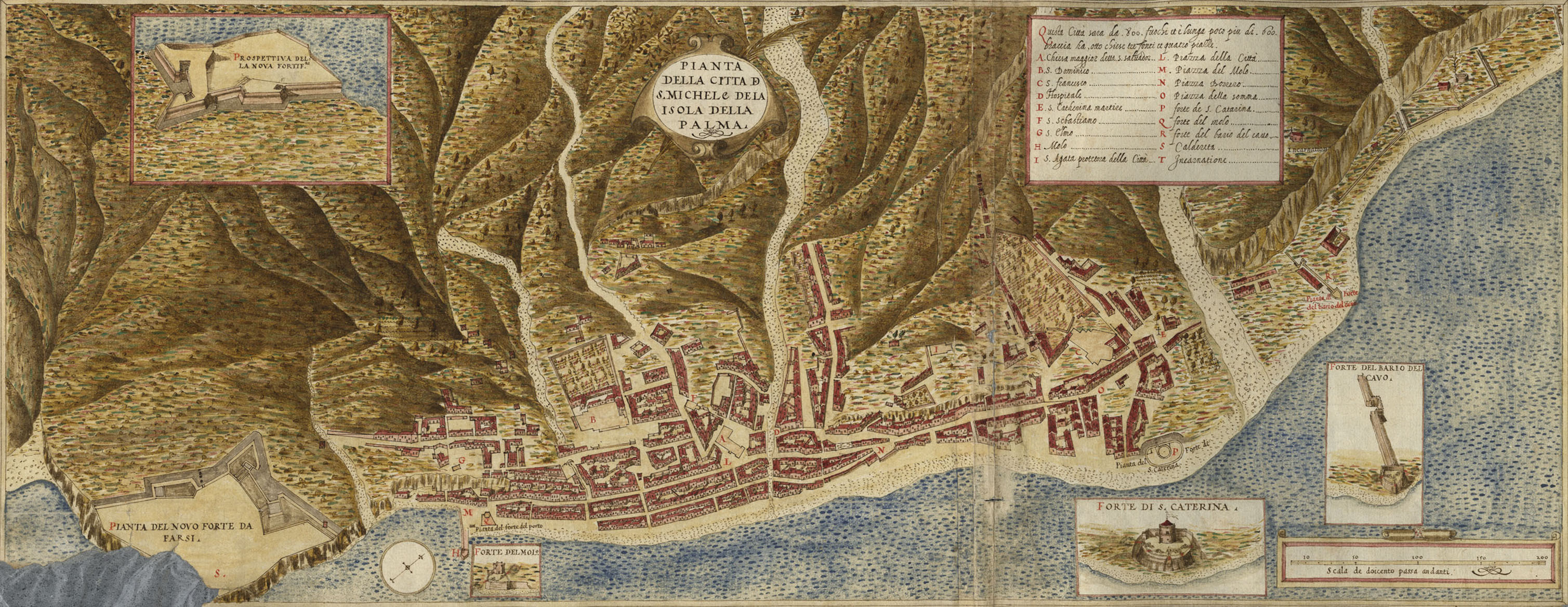
Santa Cruz de La Palma 1590
Ansicht von Leonardo Torriani

In den folgenden Jahren wurden die Geschützstellungen der Stadt erweitert und mit neuen Kanonen ausgerüstet. Im Jahr 1584 schickte König Philipp II. den italienischen Festungsbaumeister Leonardo Torriani auf die Insel La Palma, um die Verteidigungseinrichtungen zu optimieren. Als Francis Drake im November 1585 mit einer Flotte von etwa 30 Schiffen und einer mehr als 2.000 Mann starken Besatzung eine Landung im Hafen von Santa Cruz de La Palma versuchte, konnte der Angriff abgewehrt werden.

## Verkehr

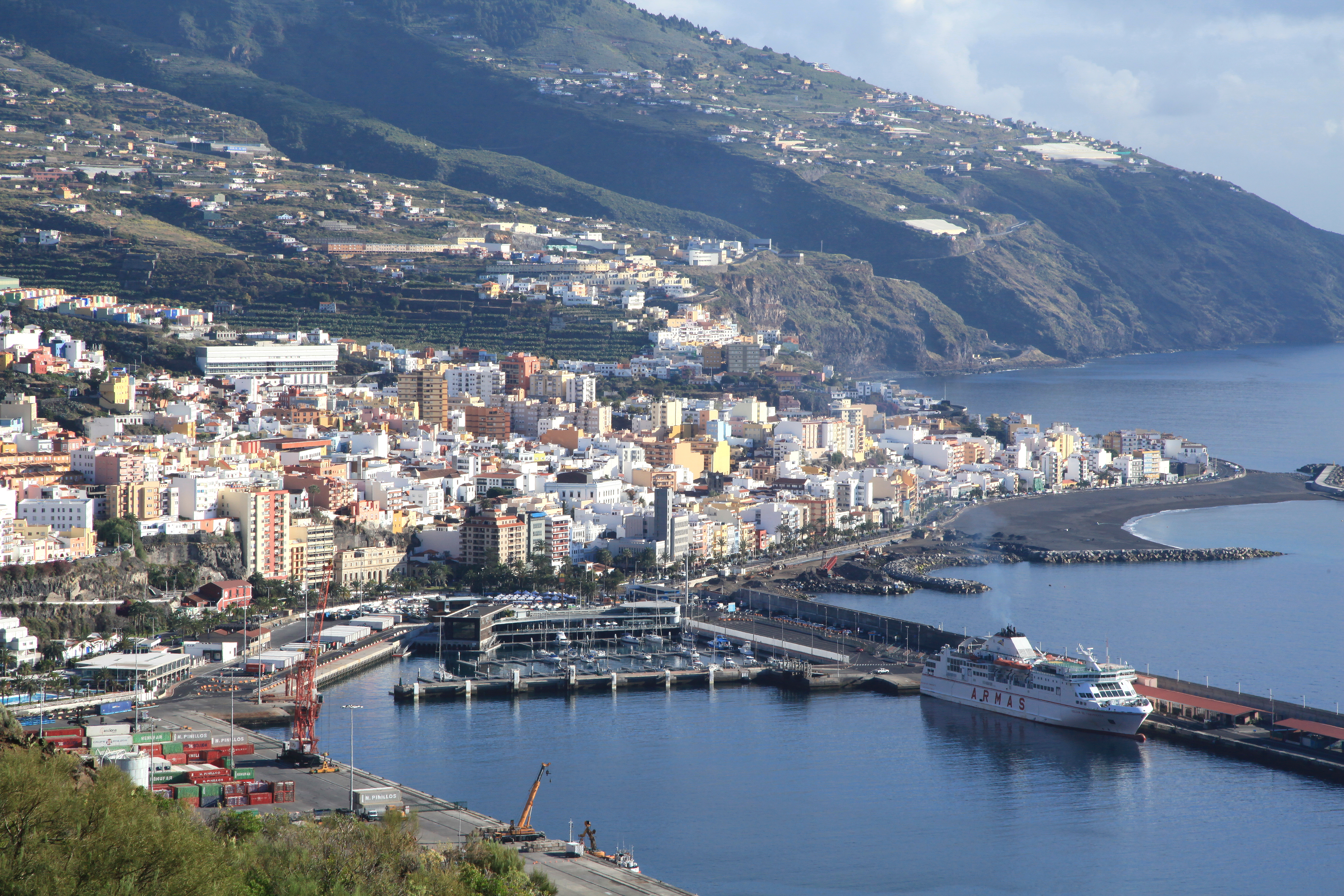
Blick auf den Hafen

Einige Kilometer südlich der Hauptstadt befindet sich der 1970 eröffnete und später erweiterte Flughafen Santa Cruz de La Palma. Hier werden überregionale Charterflüge und regionale Linienflüge zu den anderen Inseln des Archipels abgefertigt.
Täglich bedient eine Schnellfähre der Schifffahrtslinie Fred. Olsen Express die Strecke Santa Cruz de La Palma – Los Cristianos (Süd-Teneriffa) in etwa 150 Minuten. Die staatliche spanische Schifffahrtsgesellschaft Compañía Trasmediterránea verkehrt zwischen Cádiz (Festland-Spanien) und Santa Cruz de La Palma, mit Zwischenstopp auf Lanzarote, Gran Canaria und Teneriffa, einmal pro Woche. Eine weitere Fähre wird von der Gesellschaft Naviera Armas betrieben.
Der Handelshafen ist für La Palma wirtschaftlich sehr wichtig. Hier steht auch ein Schwerölkraftwerk, das Brennstoff mittels Tankschiffen erhält.

## Sehenswürdigkeiten
Zu den Sehenswürdigkeiten der Stadt gehören u. a.:
- Balcones de la Avenida Maritima, das besterhaltene Ensemble typisch kanarischer Holzbalkone.

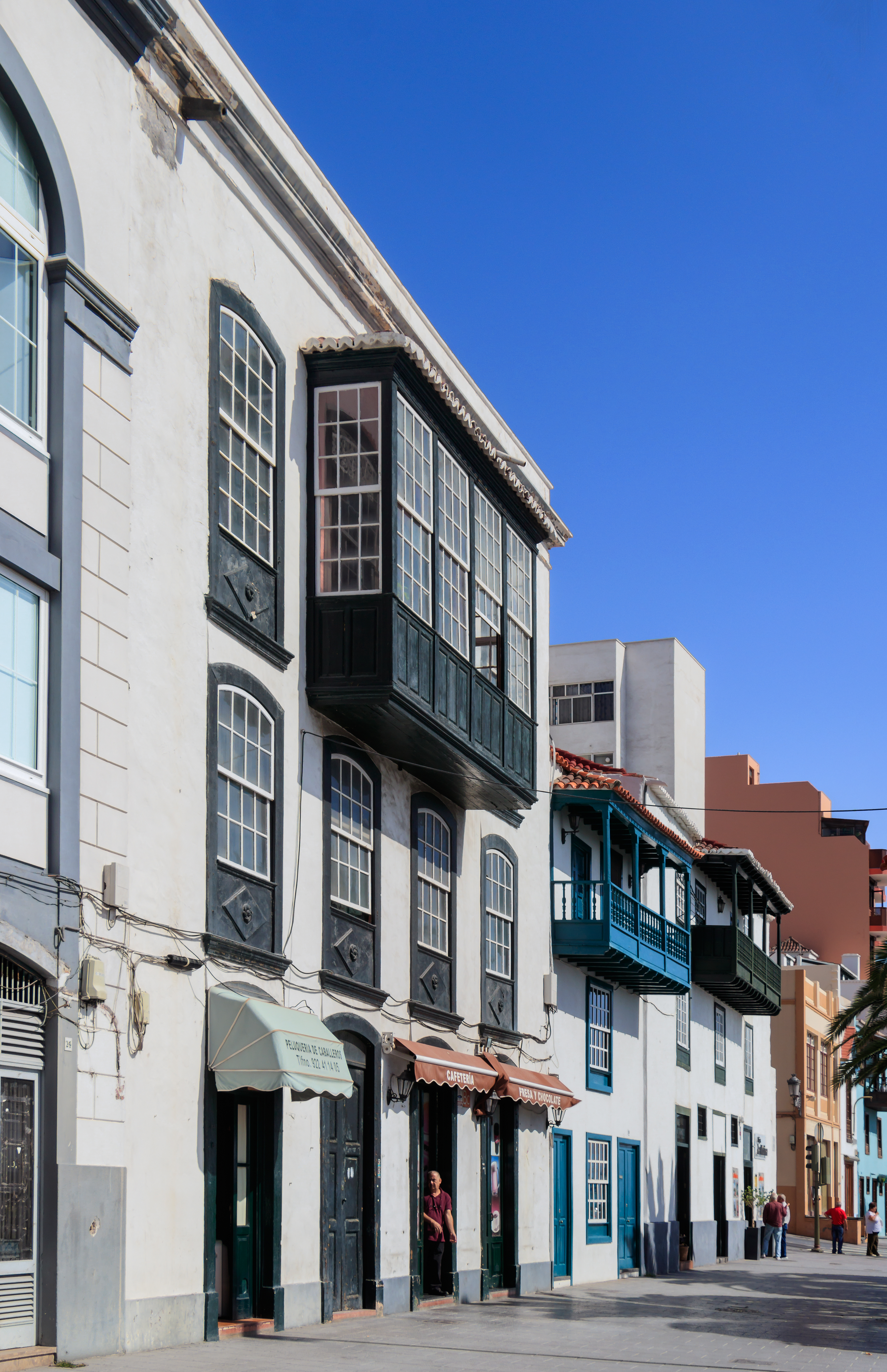
Avenida Maritima Nr. 25 – 27
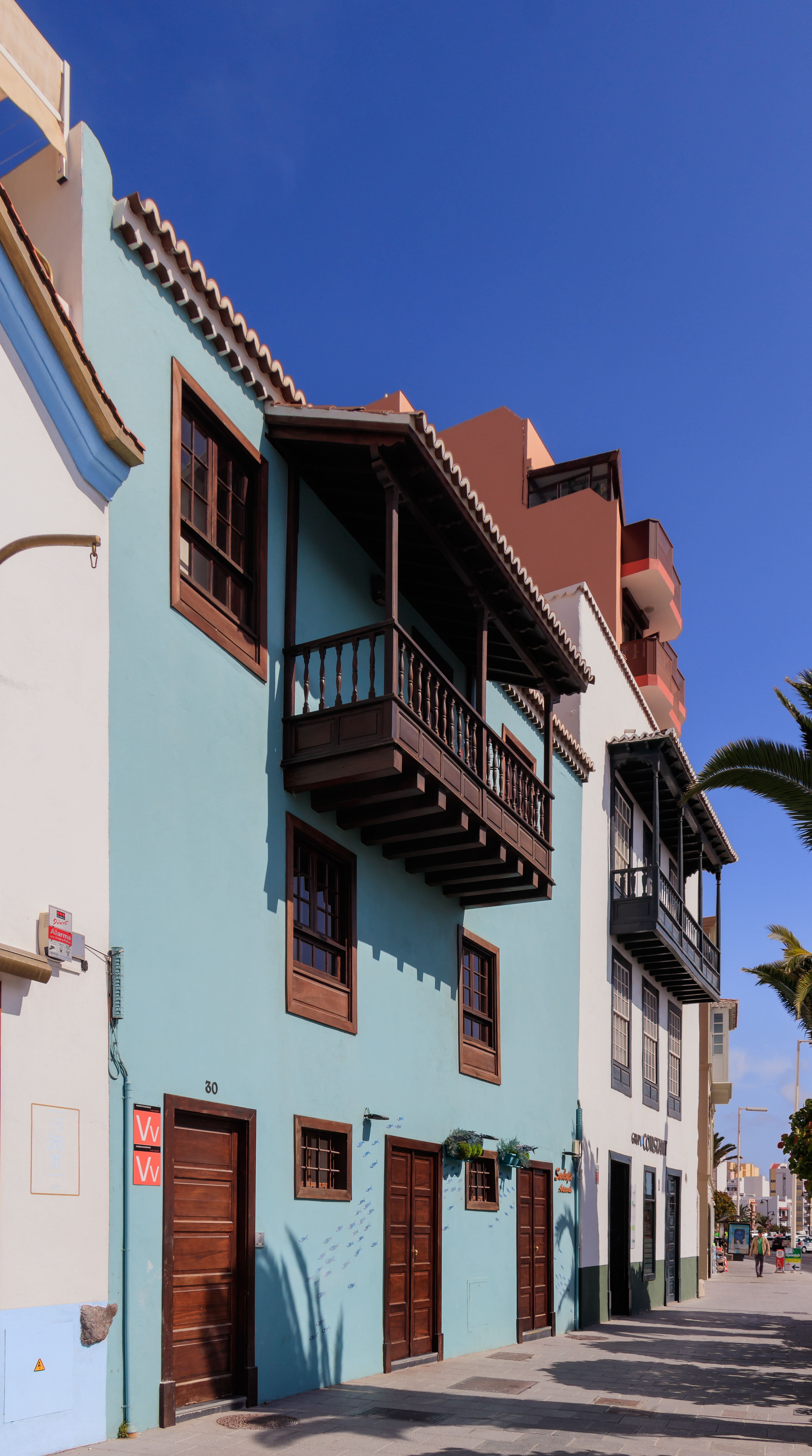
Avenida Maritima Nr. 30
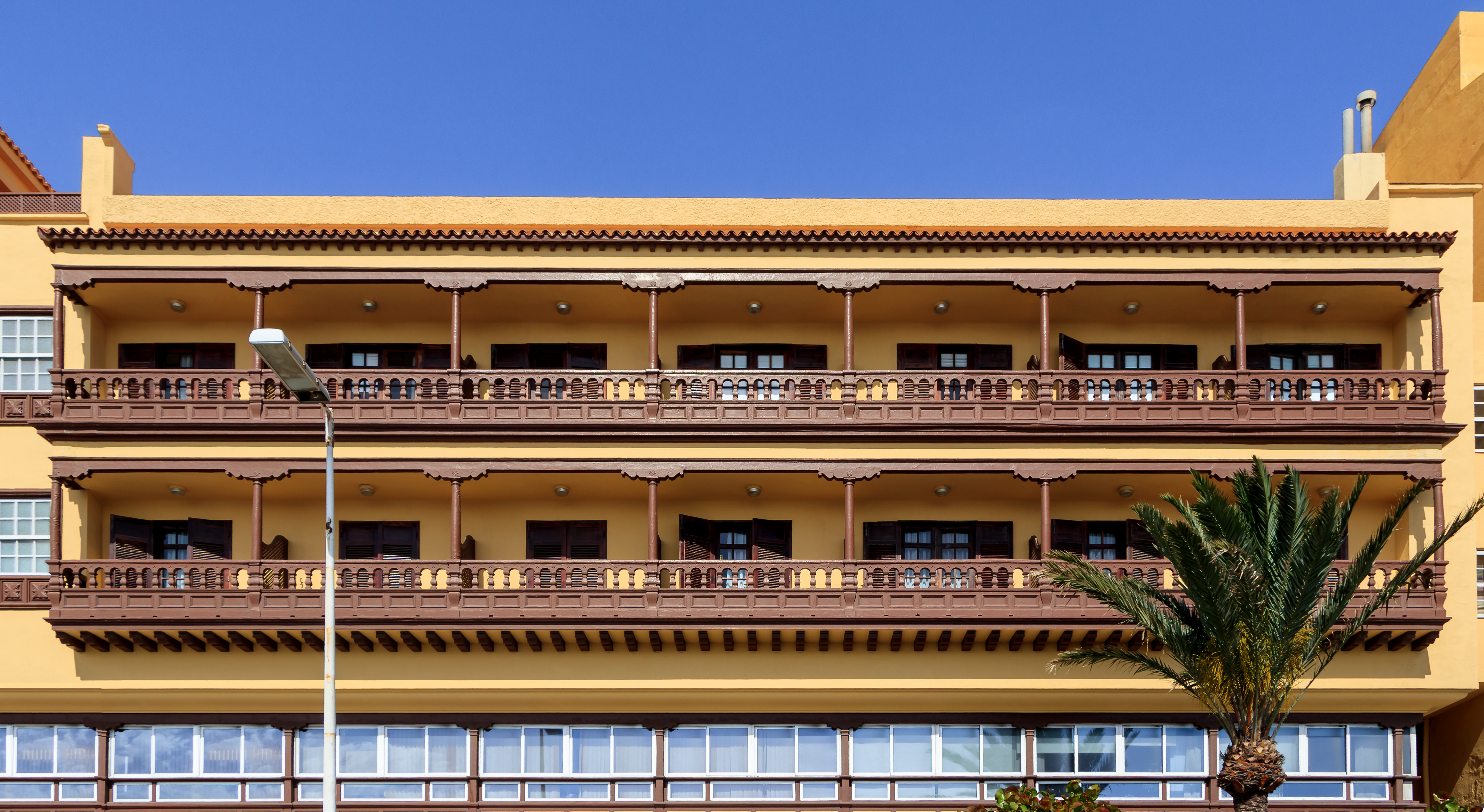
Avenida Maritima Nr. 34
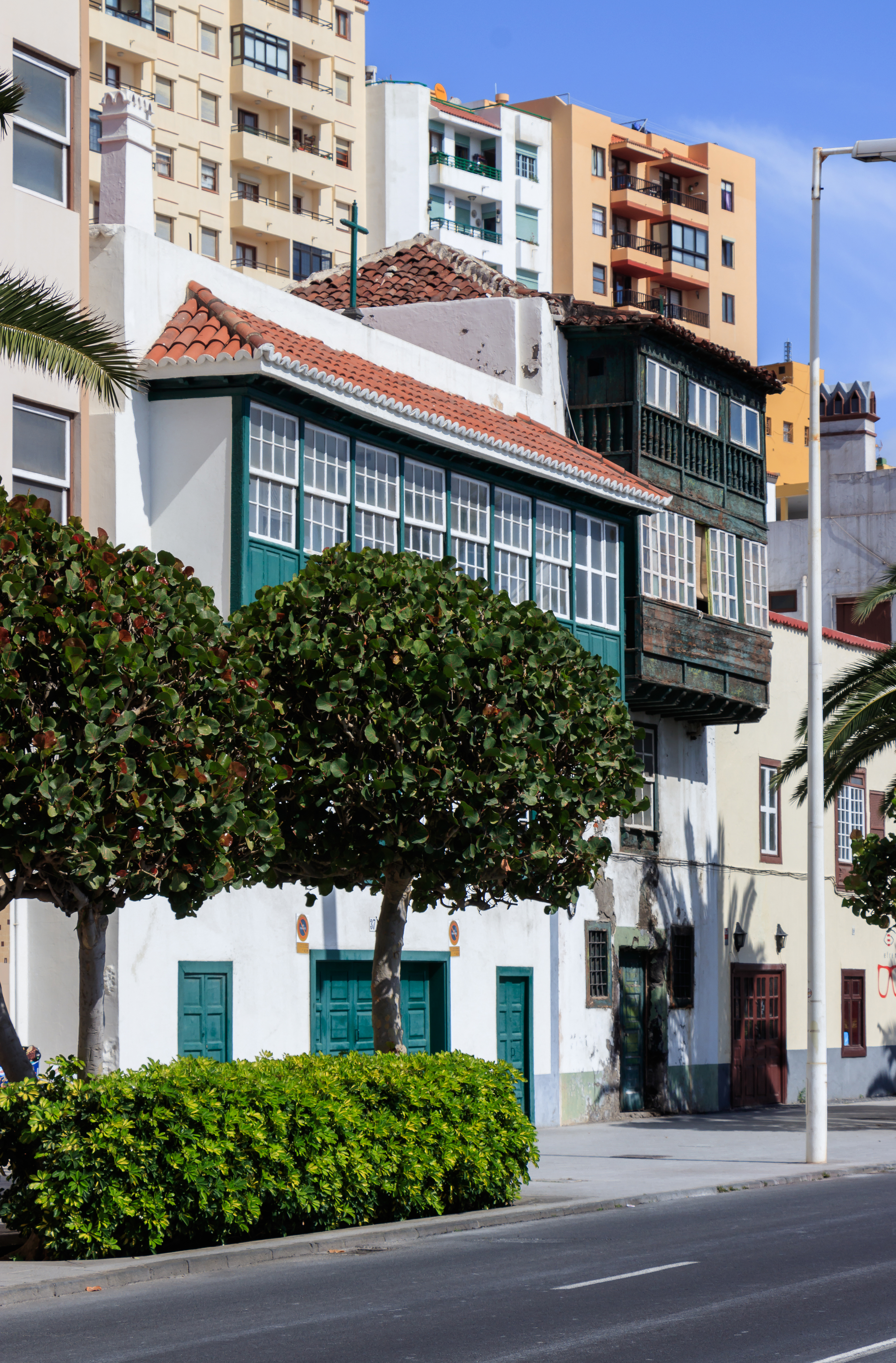
Avenida Maritima Nr. 37 und 38 (Casa Sicilia)
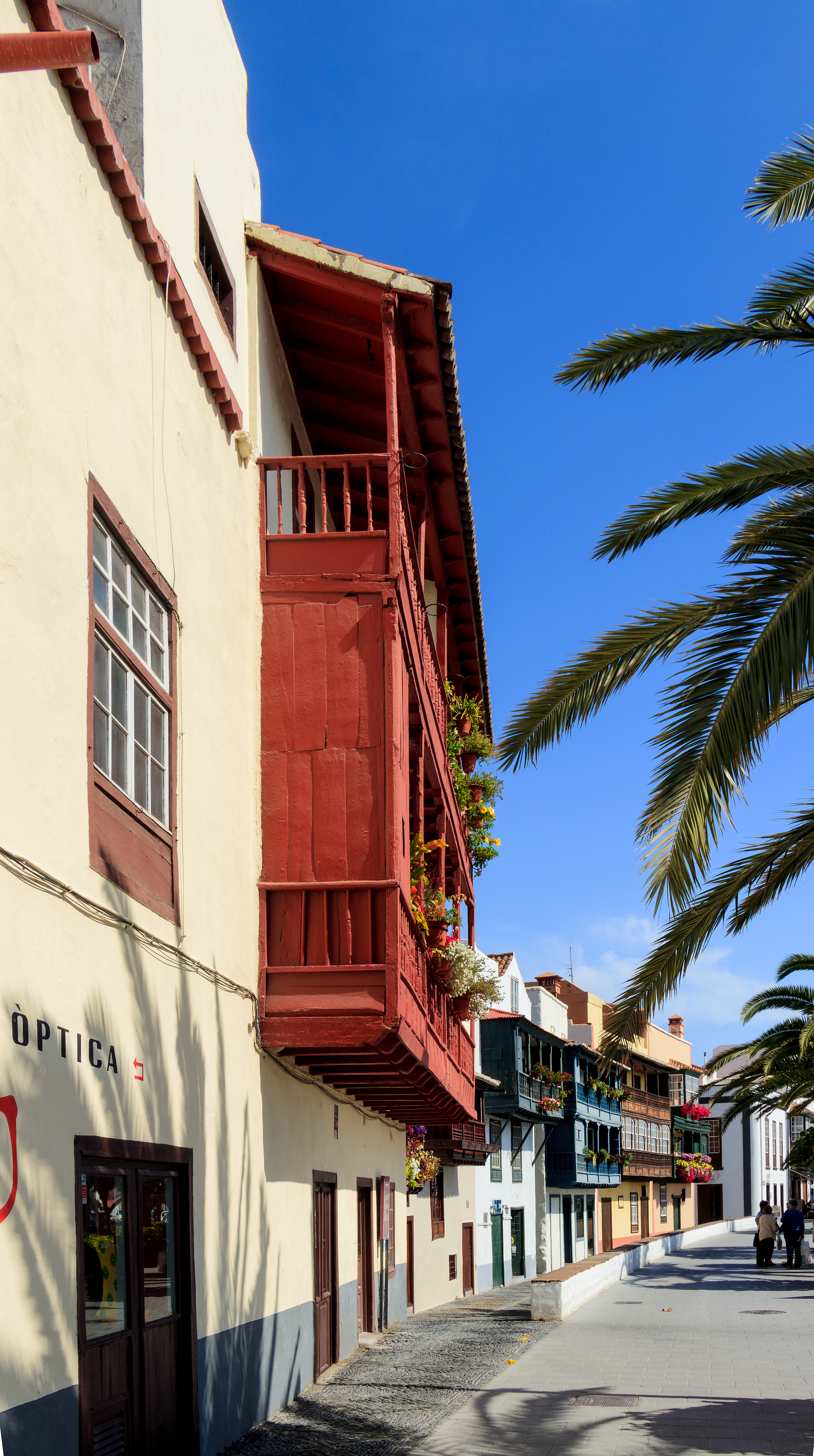
Avenida Maritima Nr. 40 – 46
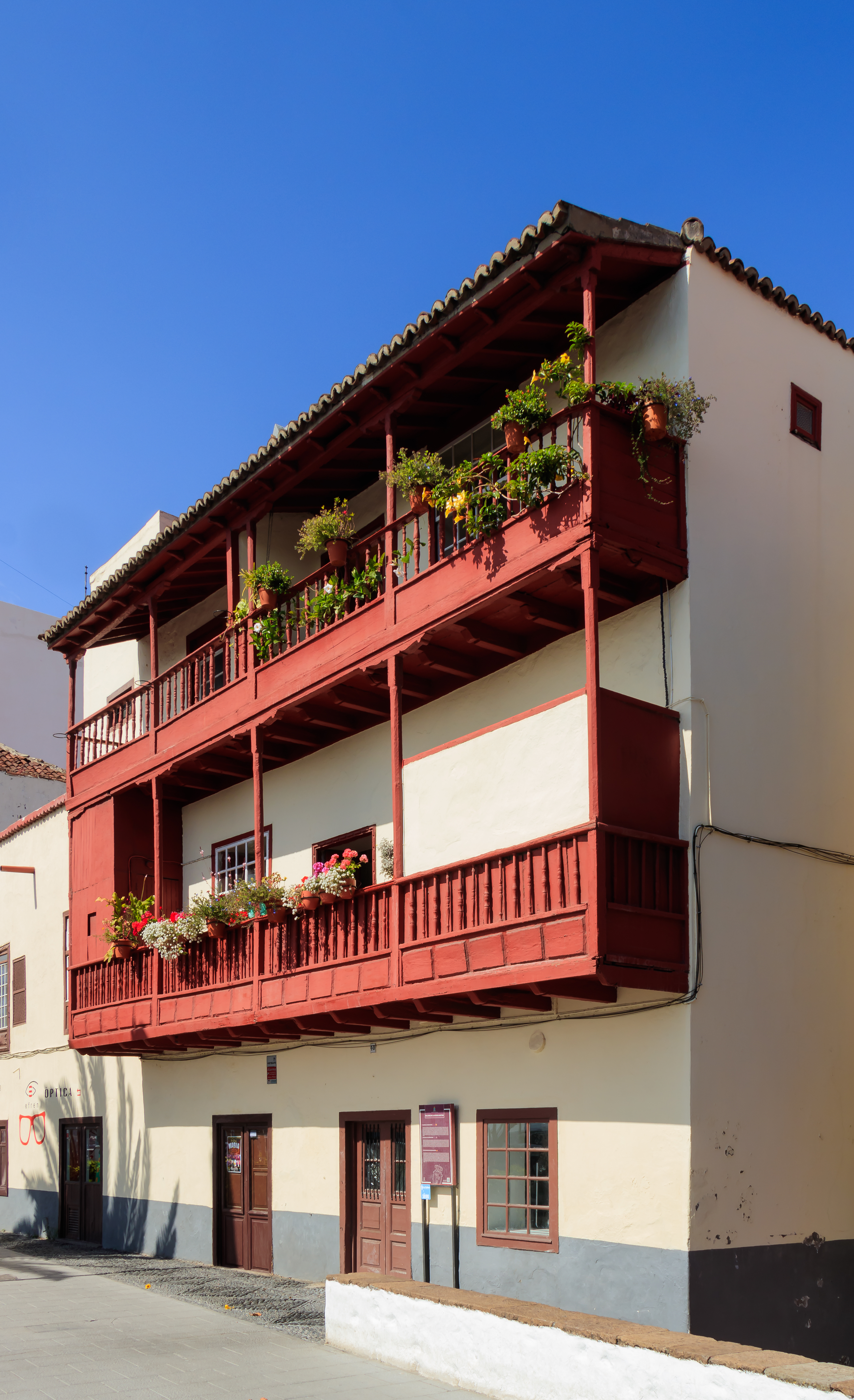
Avenida Maritima Nr. 40 Casa Escobar
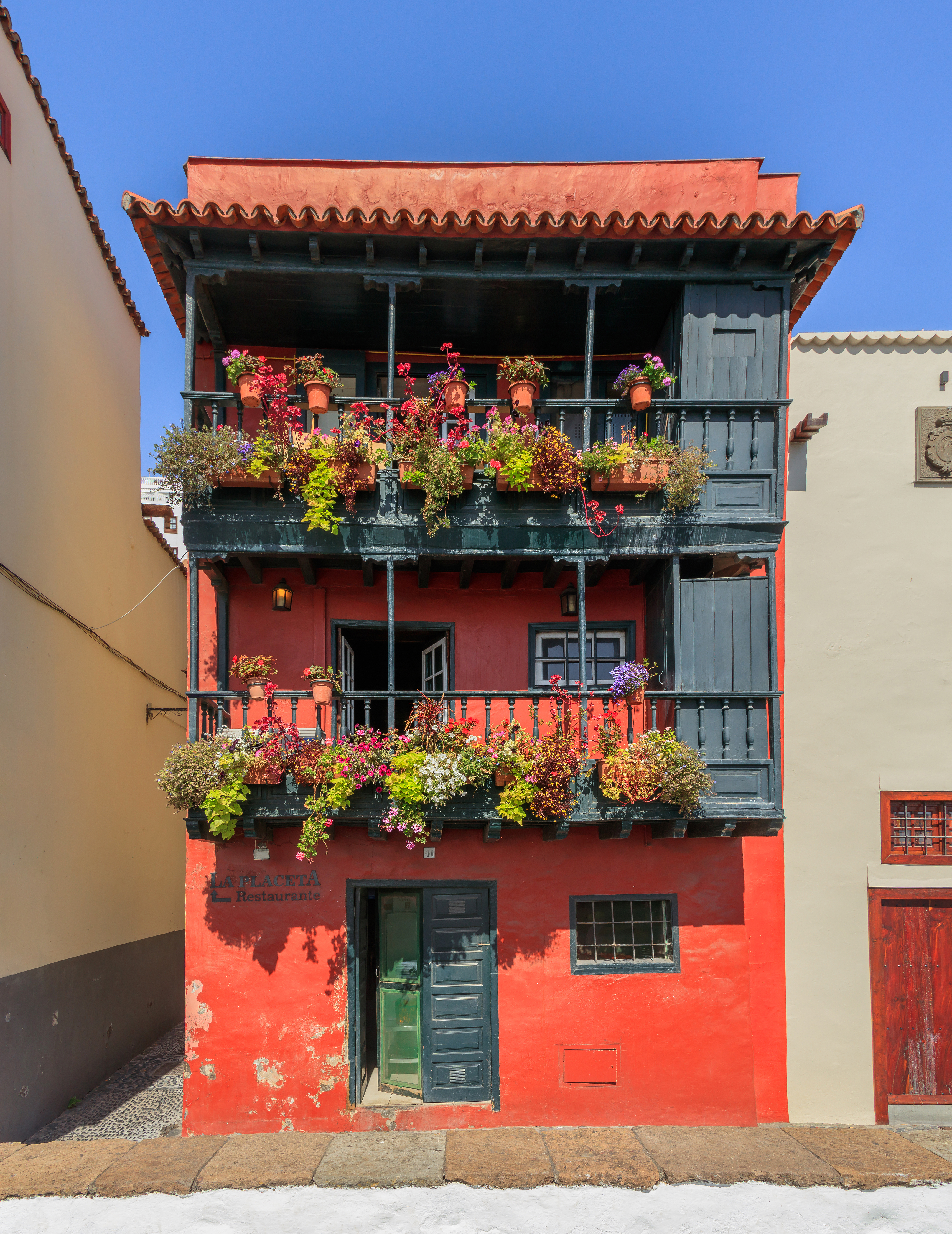
Avenida Maritima Nr. 41 Casa Felipe
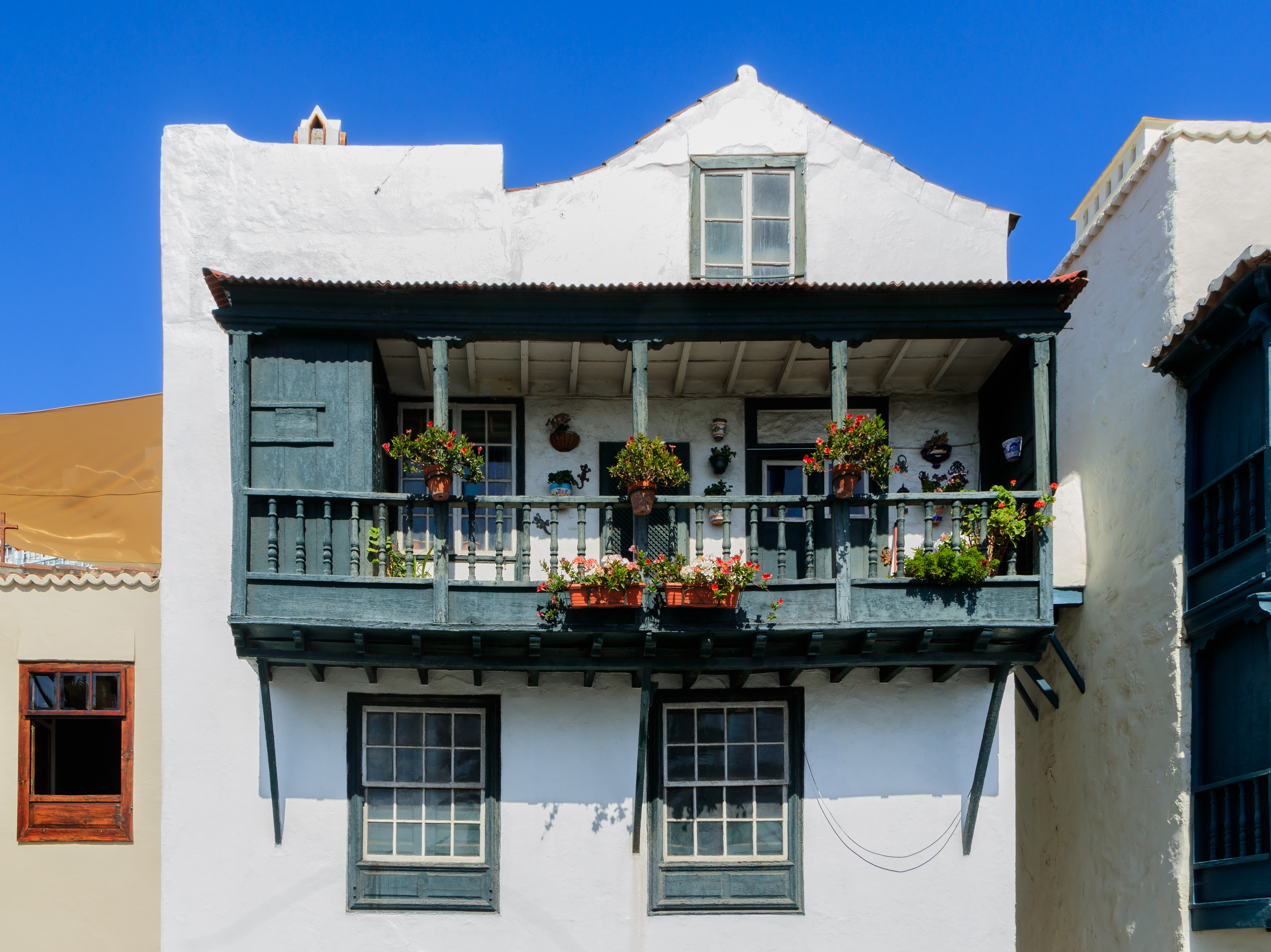
Avenida Maritima Nr. 43 Casa Sansón
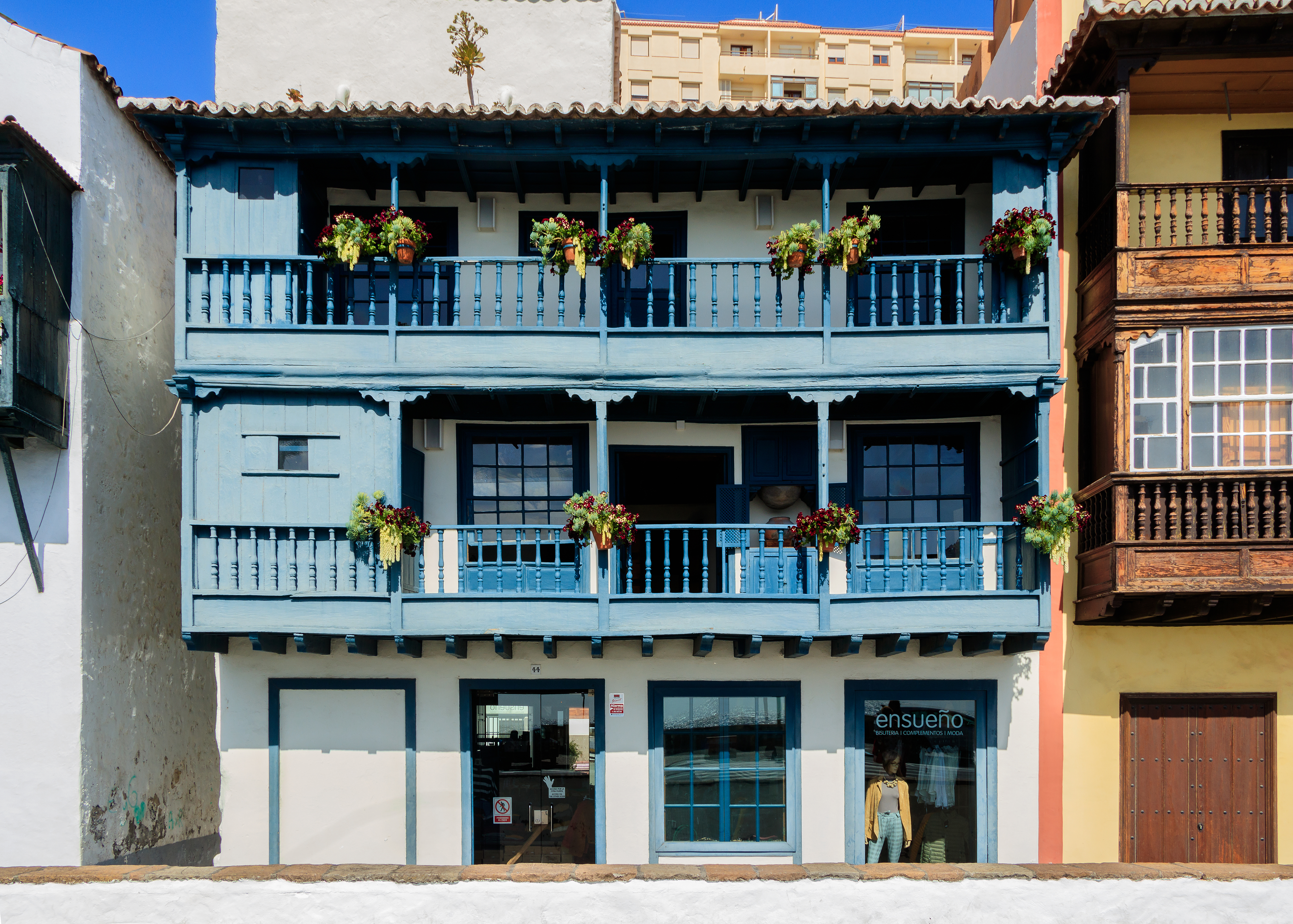
Avenida Maritima Nr. 44 Casa Ferrer Carta
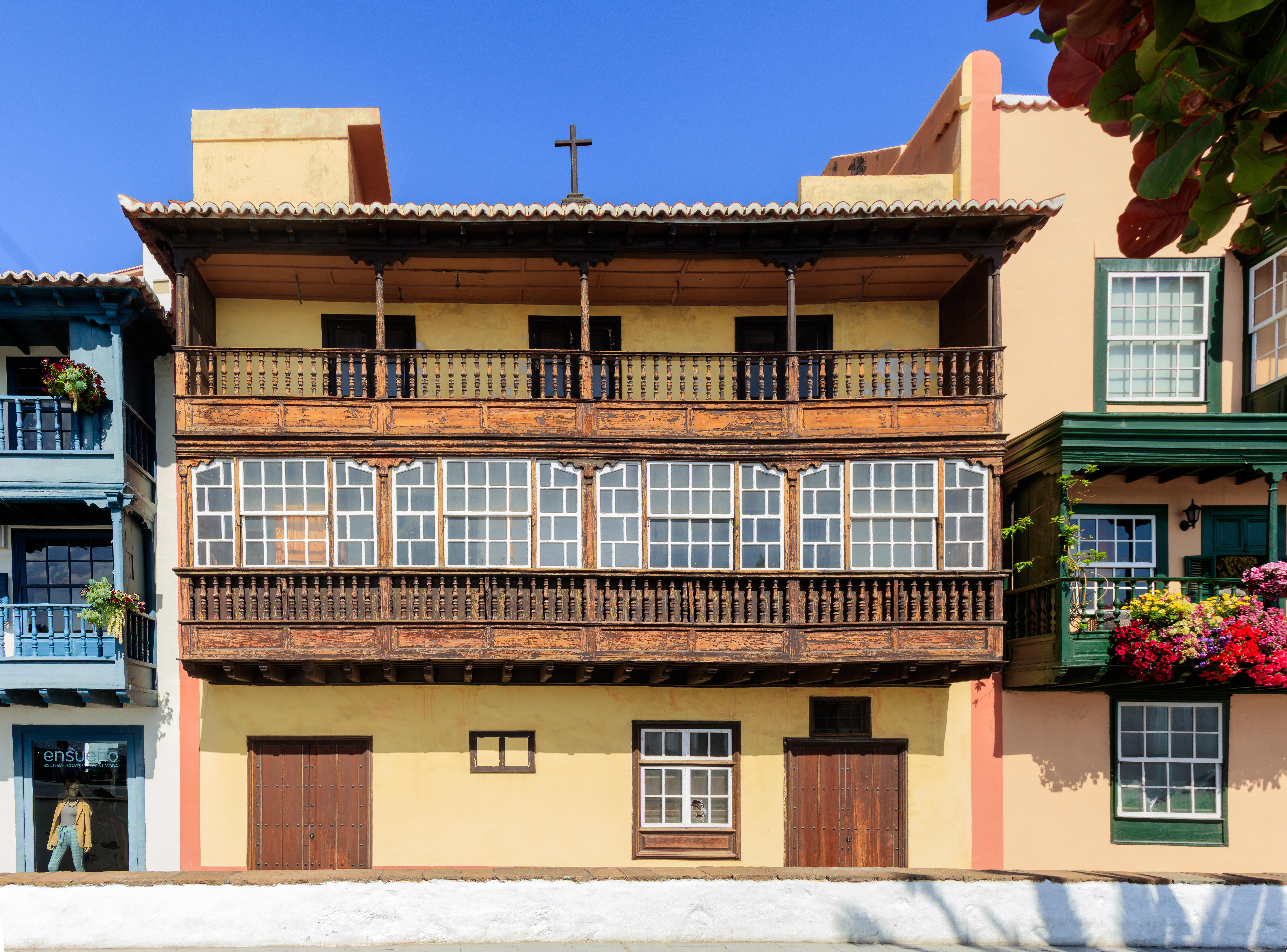
Avenida Maritima Nr. 44 Casa Ferrer
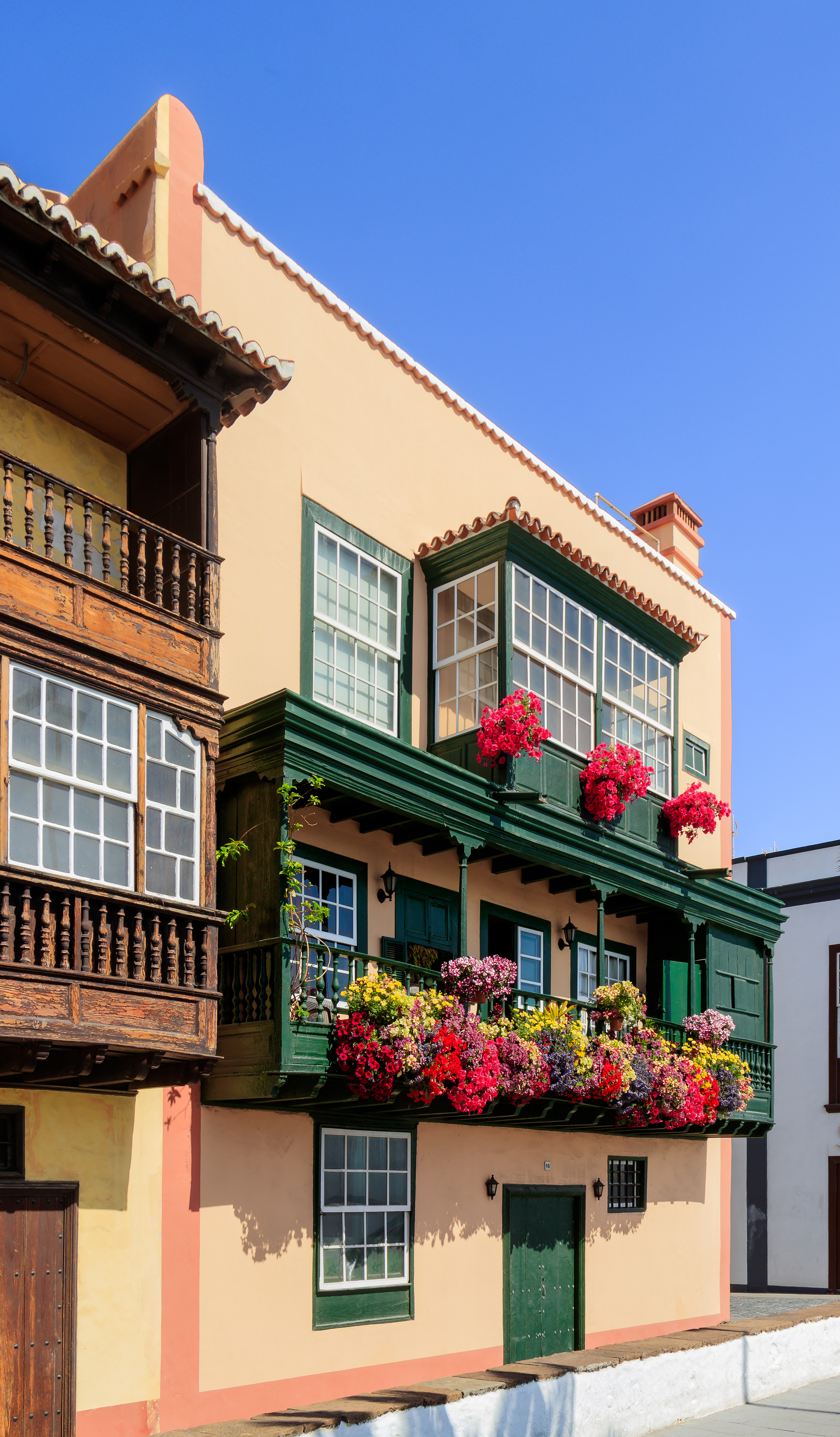
Avenida Maritima Nr. 46 Casa Ferrer Martínez
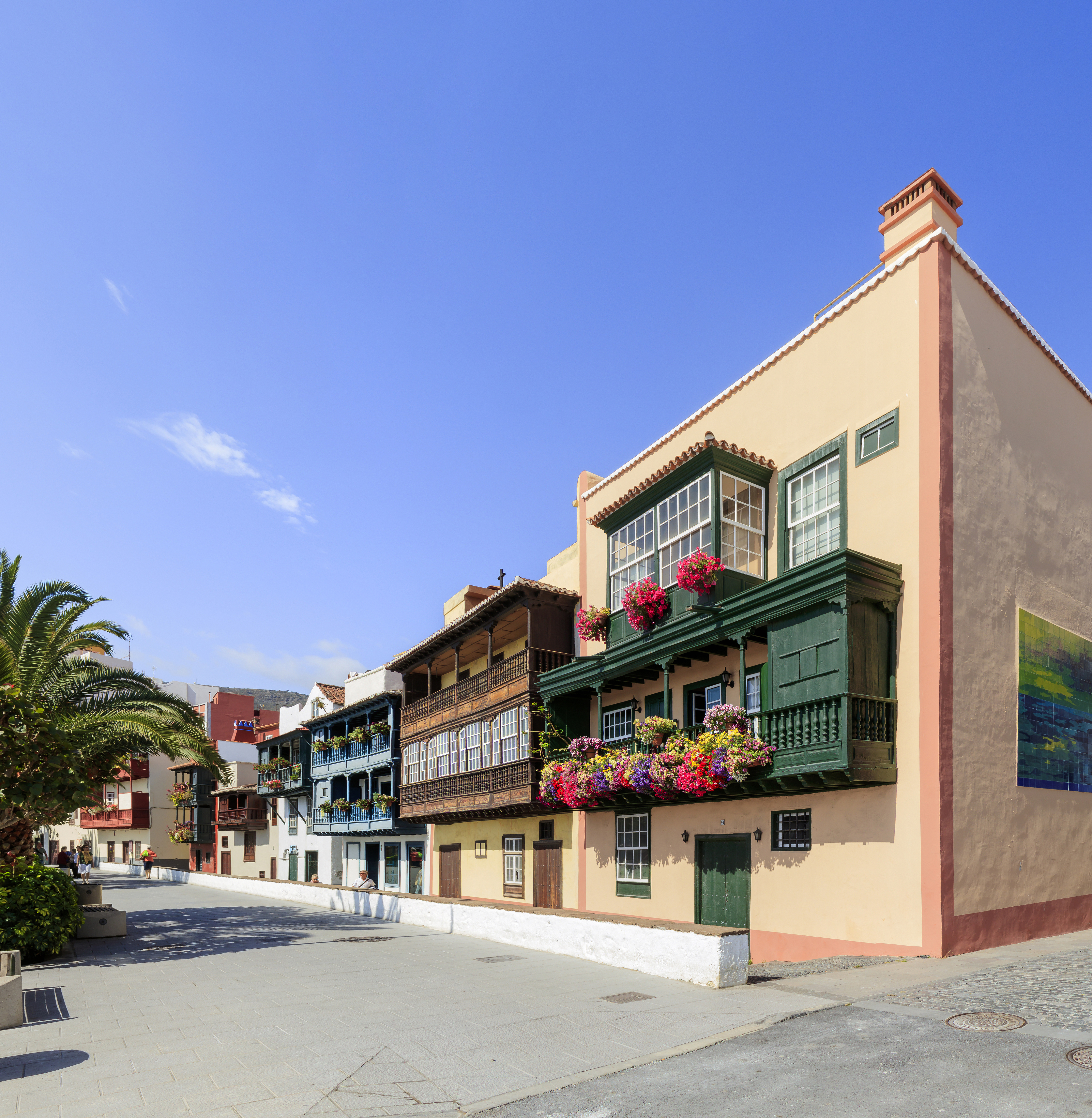
Avenida Maritima Nr. 46 – 40
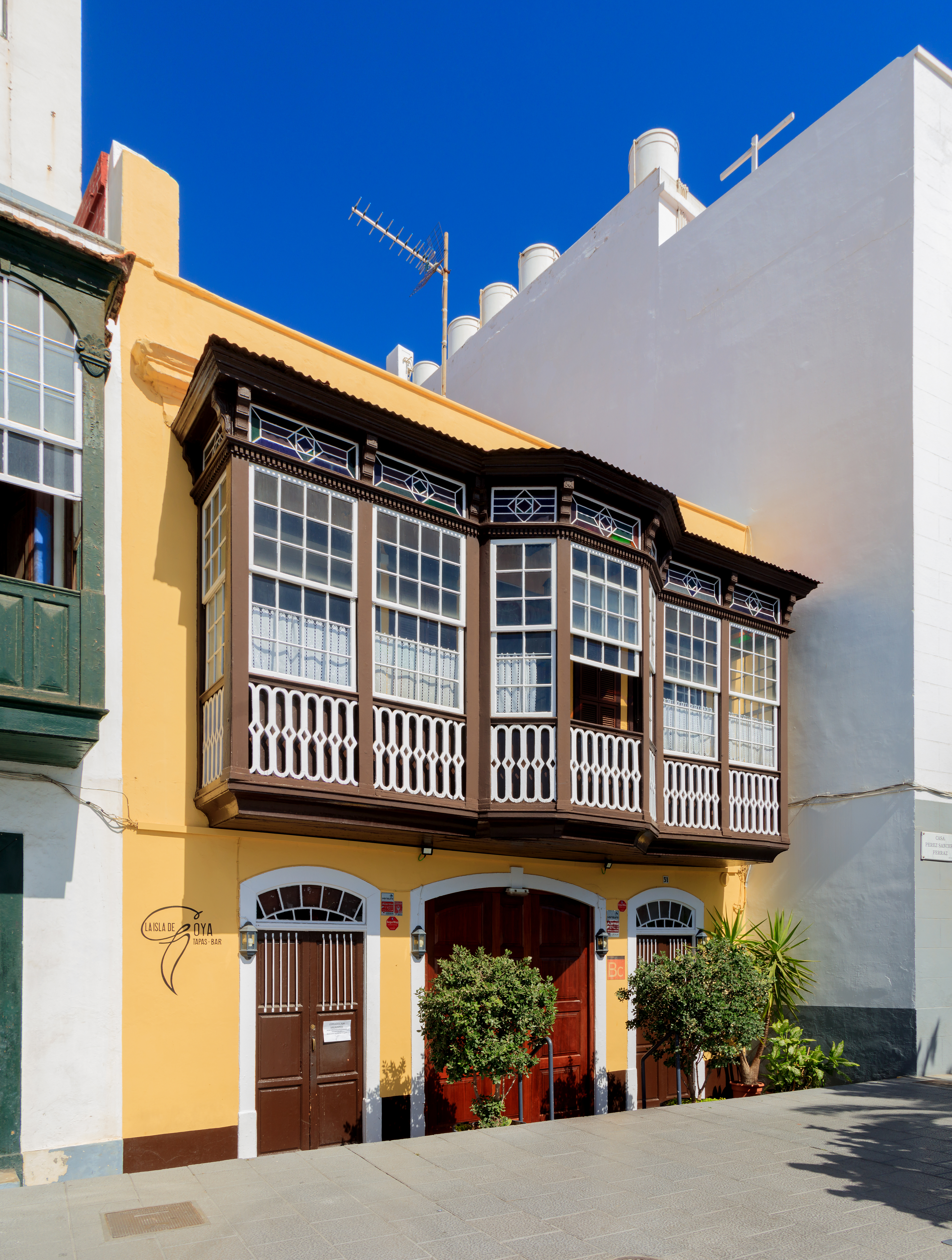
Avenida Maritima Nr. 51
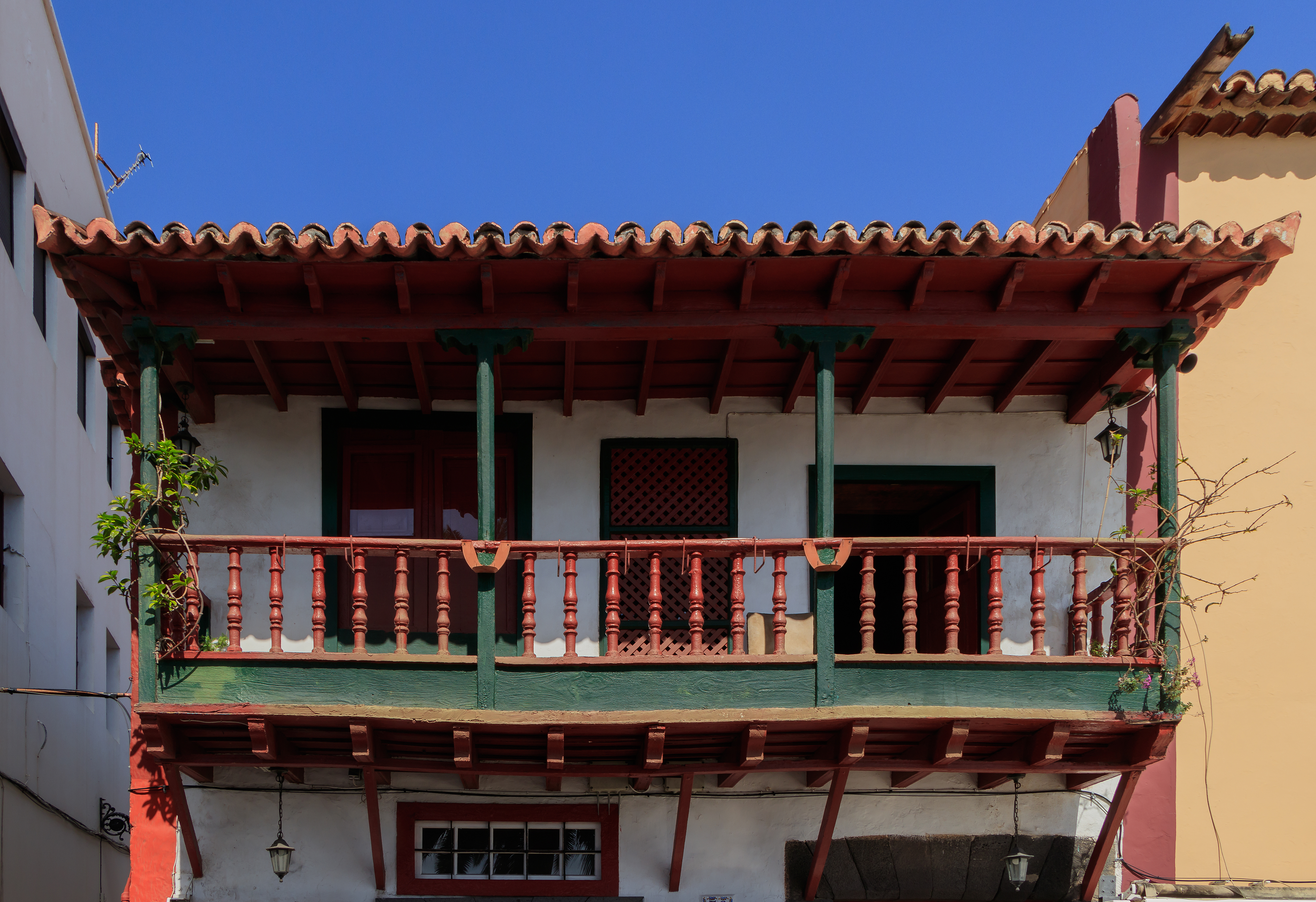
Avenida Maritima Nr. 53
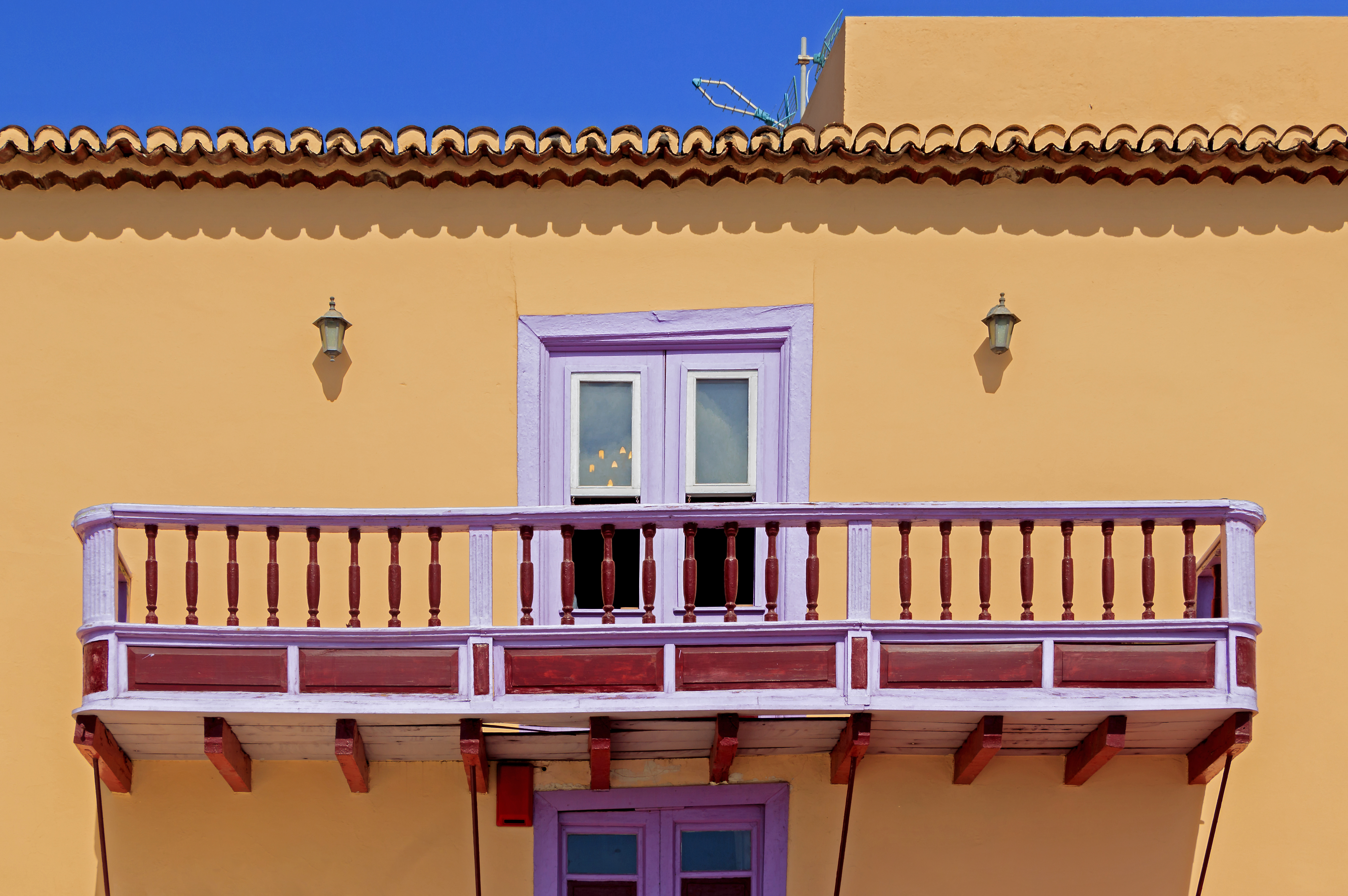
Avenida Maritima Nr. 54
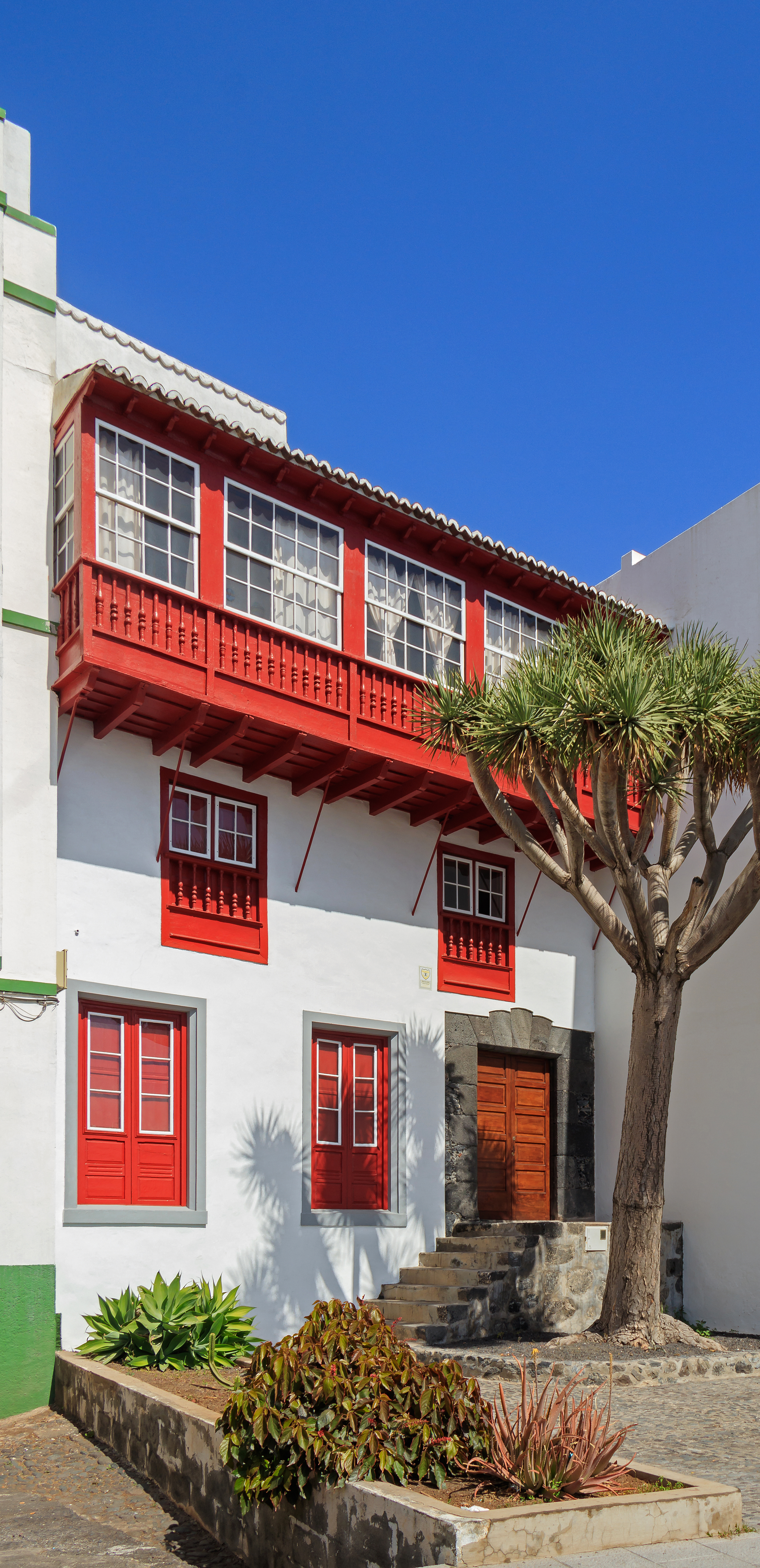
Avenida Maritima Nr. 58

- Das zwischen 1559 und 1563 errichtete Renaissance-Rathaus an der Plaza de Espana hat eine Fassade, die mit Bogenfenstern, Steinmetzarbeiten und vier, auf Säulen ruhenden Bögen mit hölzerner Kassettendecke geprägt wird. Es gilt über La Palma hinaus als herausragendes Beispiel des plateresken Architekturstils.[17]
- In der Mitte der Plaza de España befindet sich die 1895 errichtete Bronzestatue des Pfarrers Manuel Hernández Díaz (1774–1863). Er setzte sich für eine liberale Verfassung Spaniens von 1820 ein und eröffnete eine kostenlose Schule für Kinder aller Schichten.[18] An diesem Platz stehen auch die 1785 errichtete Casa Massieu Tello de Eslava, einst das prächtigste Haus der Stadt,[19] und die 1923 um ein drittes Stockwerk erweiterte Casa Monteverde.[20]
- Iglesia Matriz de El Salvador, Anfang des 16. Jahrhunderts bzw. neuerrichtet nach 1553 in drei Schiffen mit Kassettendecken im Mudéjar-Stil und einem angebauten Turm aus Quadersteinen vulkanischen Ursprungs an der Plaza de España errichtet. Eine Besonderheit ist das, abgesehen von einem barocken Gesims, stilreine Renaissance-Portal.[21]
- Iglesia Santo Domingo wurde 1530 zusammen mit dem einstigen Dominikanerkloster San Miguel de las Victorias als dreischiffige Kirche mit einer hölzernen Deckenkonstruktion im andalusisch-maurischen Mudejar-Stil gebaut. Im Inneren birgt sie eine umfassende Sammlung flämischer Ölgemälde. Der Glockenturm der Kirche wurde 1701 errichtet.[22]
- Iglesia de San Francisco, im Renaissance-Stil gebaut, gehörte einst zum Franziskanerkloster Real Convento de la Inmaculada Concepción. Die 1565 errichtete Kapelle Señor de la Piedra fría besitzt über dem quadratischen Grundriss ein achteckiges Kuppelgewölbe mit Mudejardecke. Heute ist das Kloster Sitz des Inselmuseums Convento de San Francisco mit Kunstwerken wie die flämische Skulpturengruppe Santa Ana, die Jungfrau und das Kind (16. Jahrhundert), Schnitzfigur aus Sevilla (18. Jahrhundert).[23]
- Die Casa Sotomayor in der Calle O’Daly wurde bereits Ende des 16. Jahrhunderts errichtet und war ab 1625 im Besitz der Familie Sotomayor. Mit seiner Fassade aus schwarzen Vulkansteinquadern oder Molinera, die eine Festung vortäuschen, gilt es als eines der interessantesten Bauwerke der palmerischen Architektur.[24][20]
- Ein weiteres Haus mit Natursteinfassade ist die Casa Principal de Salazar, das zwischen 1631 und 1642 erbaut, Elemente der Renaissance und des Barock aufweist. Seit mehreren Jahrzehnten ist der Palast mit seinem Innenhof mit Holzbalkonen im Besitz des Cabildo Insular de La Palma, das das Gebäude in ein Kulturzentrum für Ausstellungen und Konferenzen umgewandelt hat.[25][20]
- Die Casa Vandewalle wurde im ersten Drittel des 17. Jahrhunderts als Stadtpalast auf den Grundmauern eines großen Wohnhauses aus dem 16. Jahrhundert errichtet. In den Innenräumen sind die Decken im Mudéjar-Stil, ornamentierte Steinfliesen und blaue Keramikfliesen aus Delft an der Wand der Haupttreppe erhalten geblieben. Im Patio befindet sich ein Garten.[26][20]

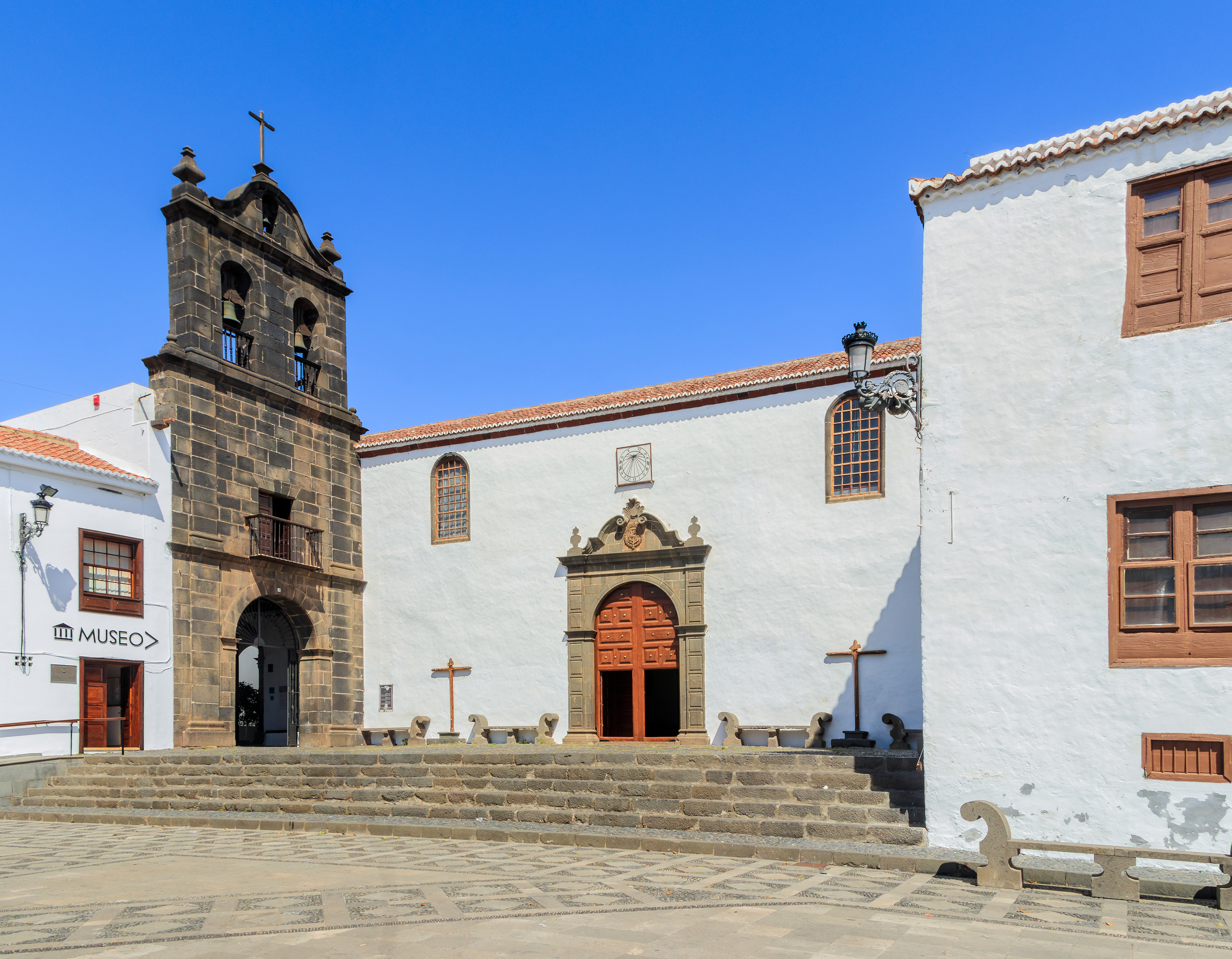
Convento de San Francisco
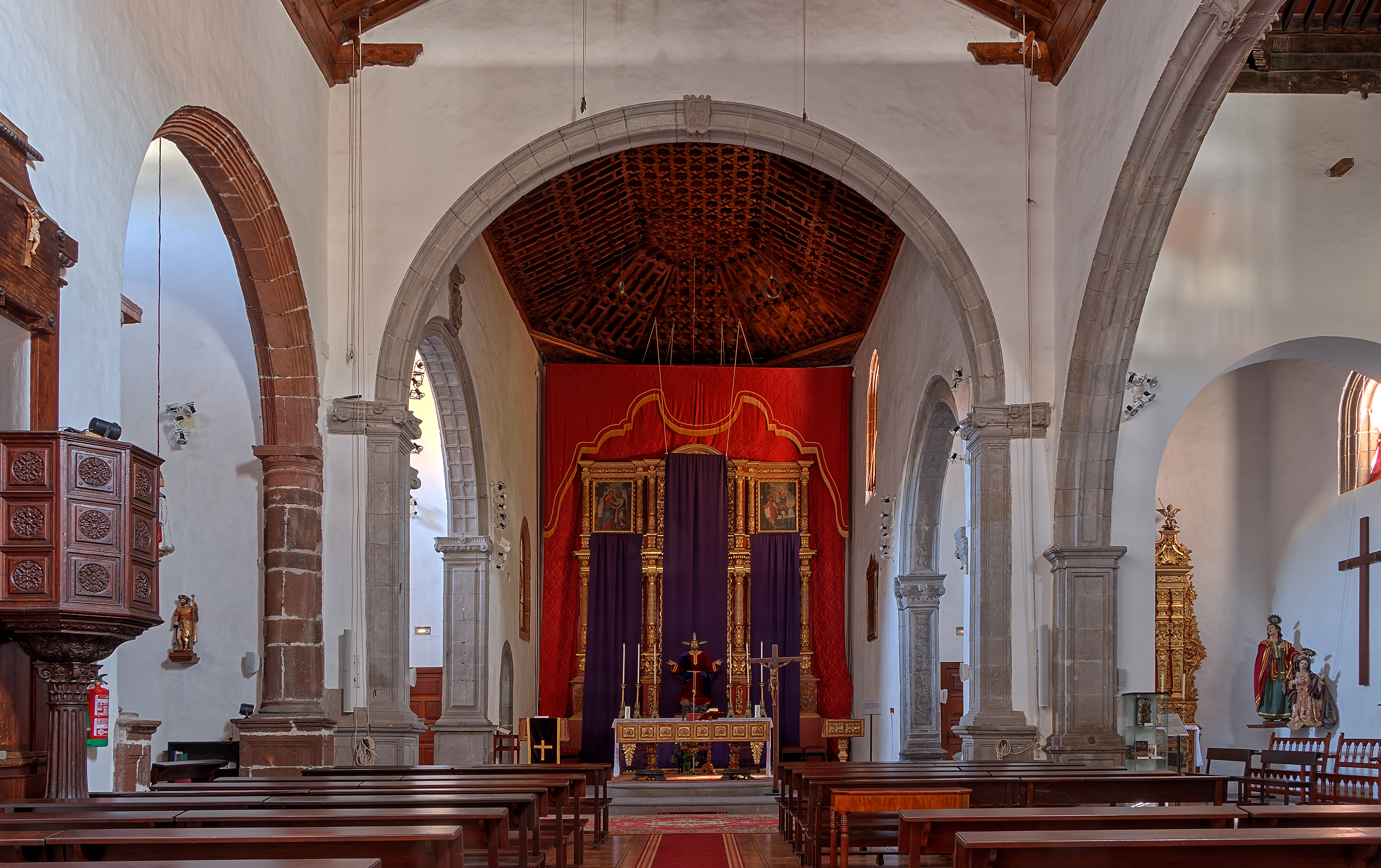
Innenraum
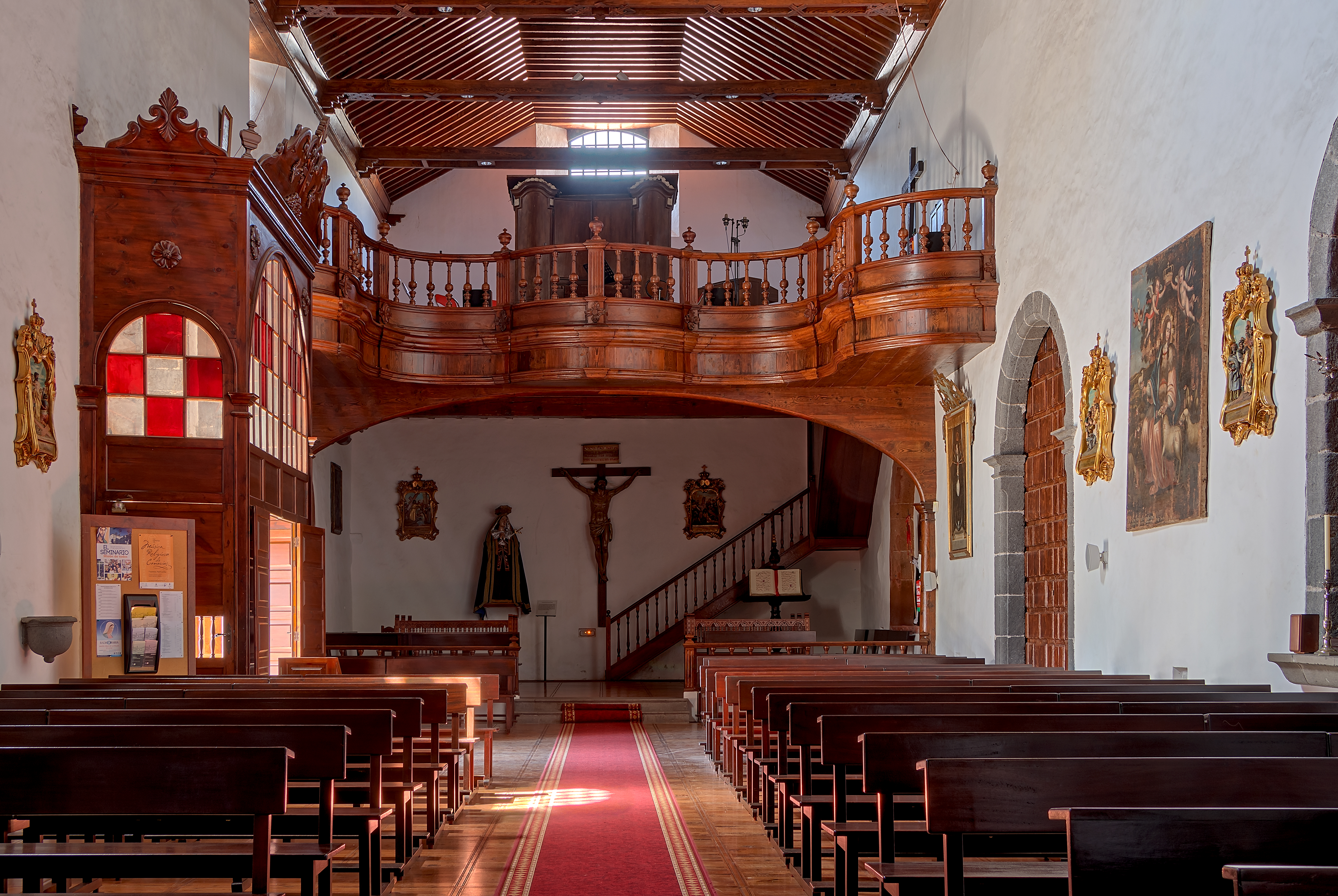
Innenraum
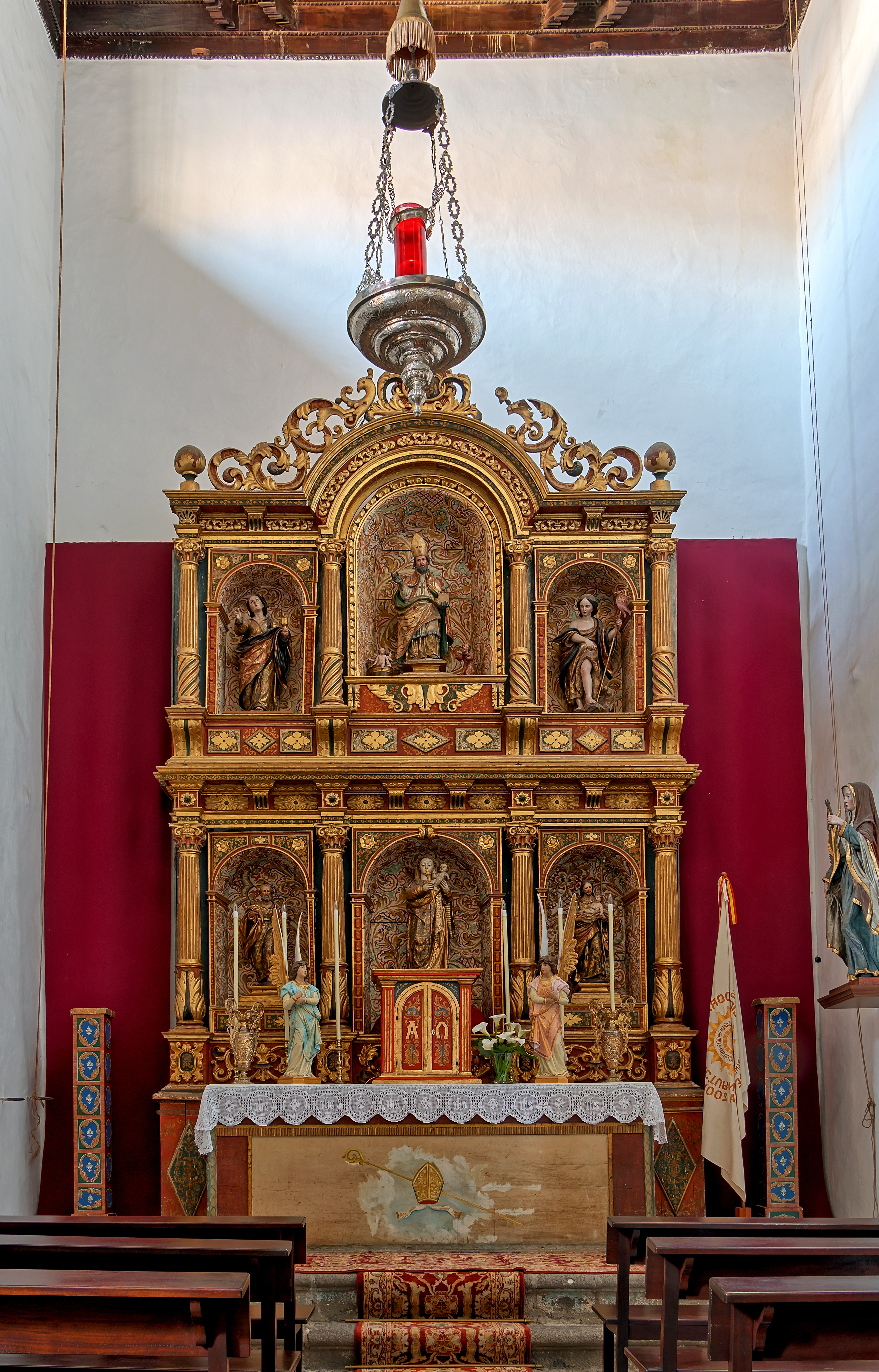
Capilla de San Nicolás
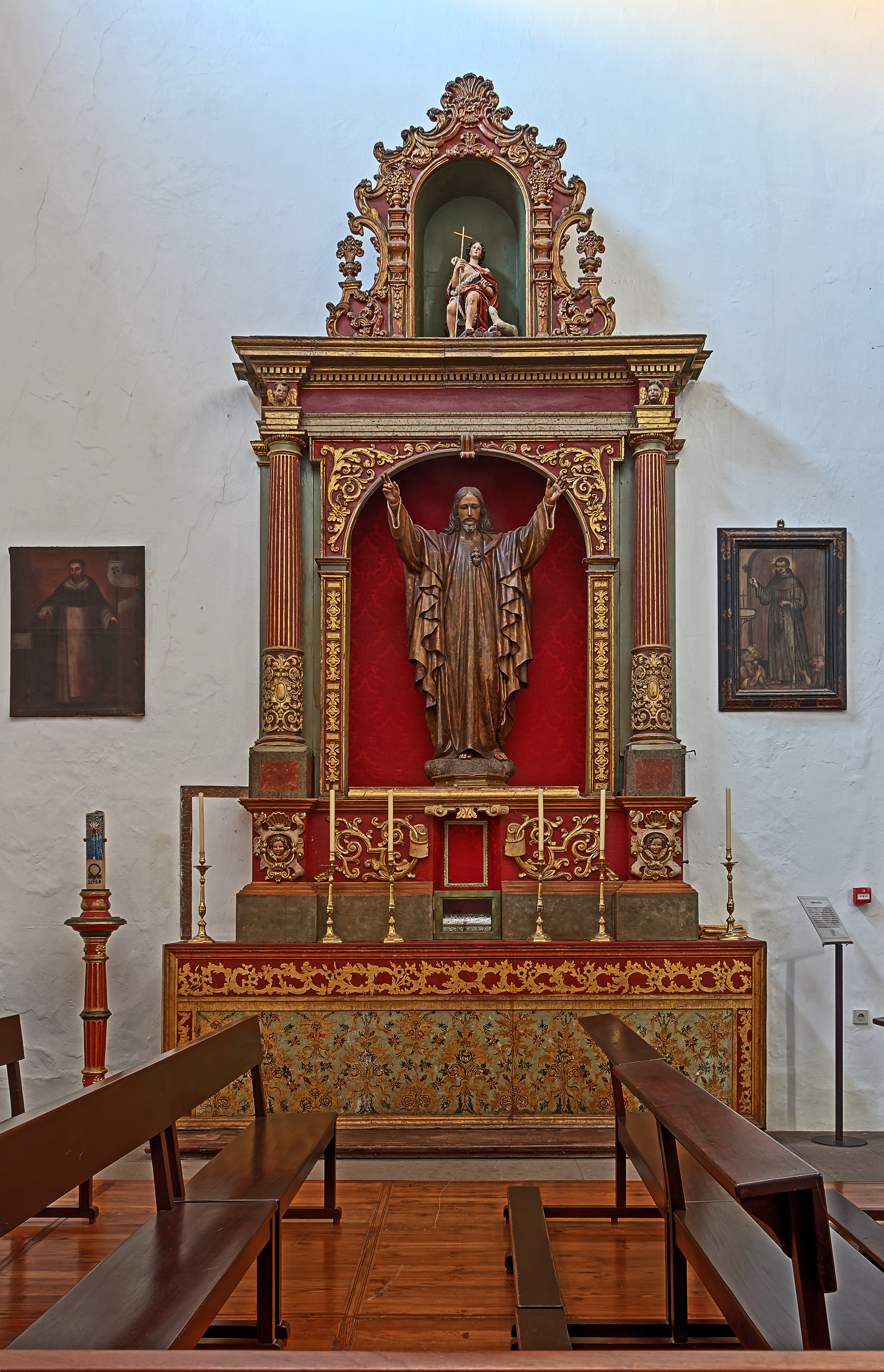
Capilla de la Plata
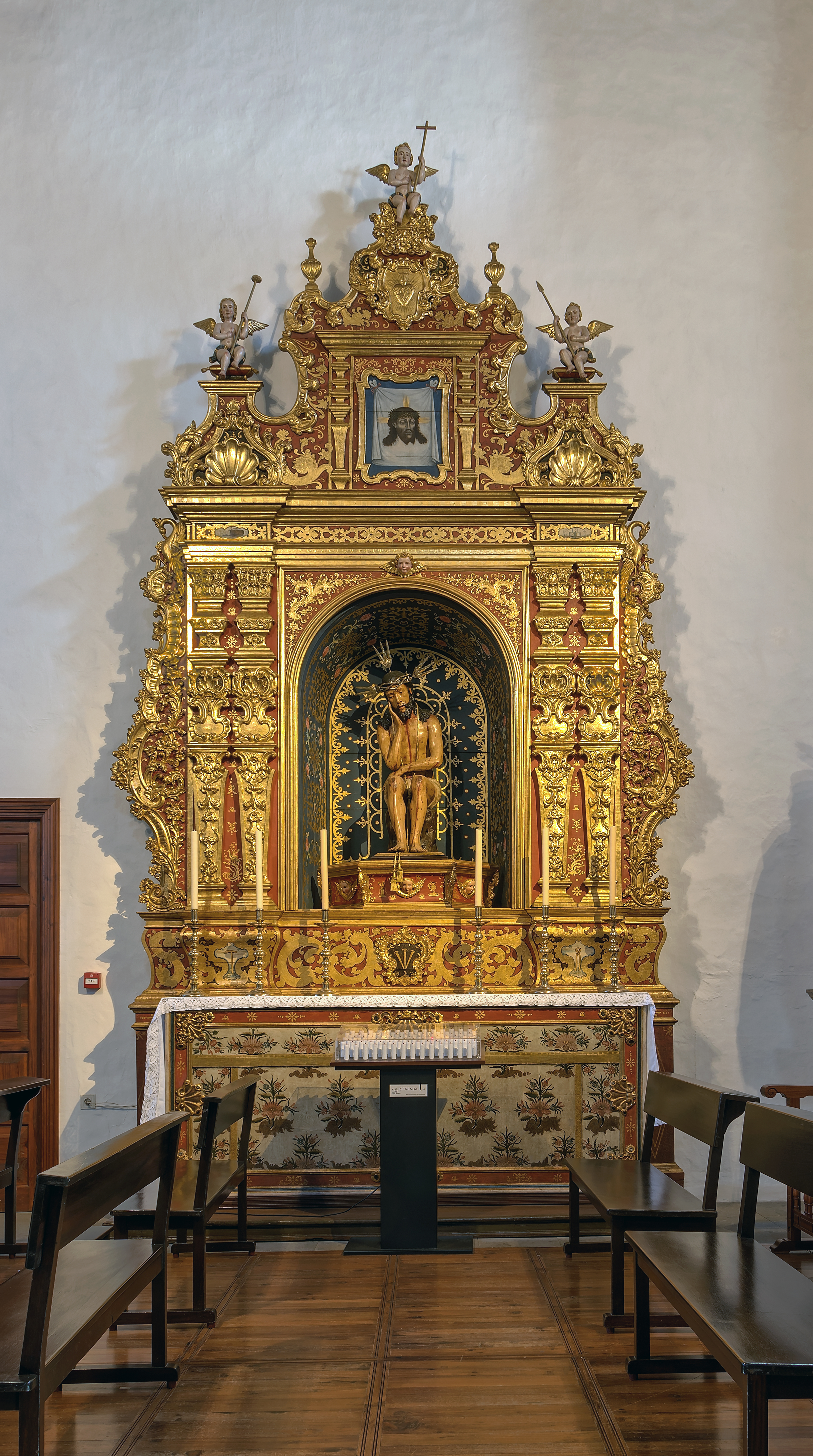
Capilla de Montserrat
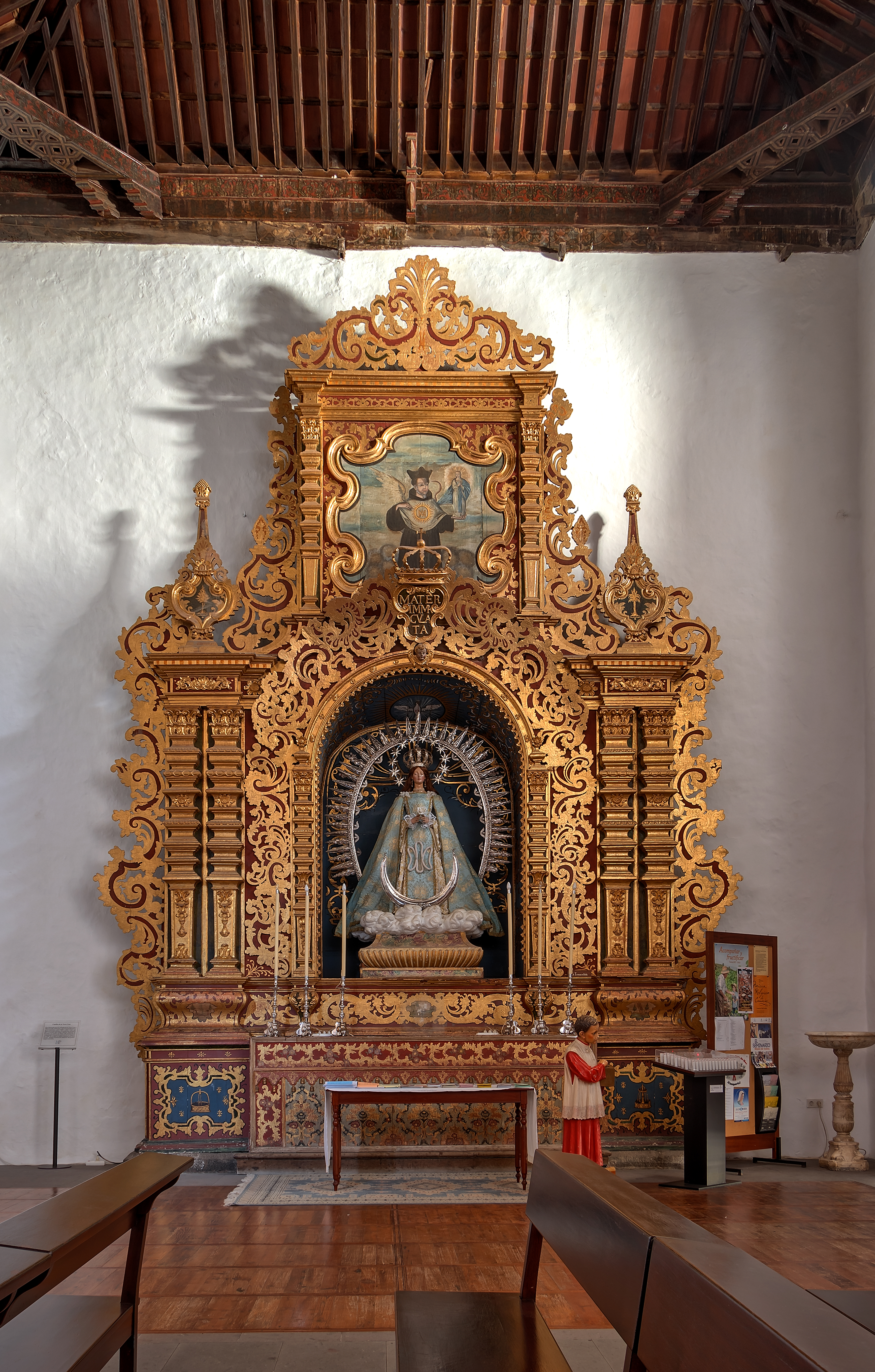
Capilla de la Vera Cruz

- Ermita de La Luz / de San Telmo wurde 1574 von der Bruderschaft der Seefahrer von Santa Cruz erbaut und Pedro González Telmo, dem Schutzpatron der Seefahrer, geweiht. Die Kapelle – wie sie heute existiert – wurde zwischen 1675 und 1680 mit den Spenden der Fischer umgebaut. Die Kapelle befindet sich in der Oberstadt über dem Hafen und wirkt wie ein Wachturm über die ankommenden Schiffe.[18]
- Ermita de La Encarnación befindet sich am nördlichen Ausgang der Stadt und ist die zweite Kirche auf der Insel, die nach der von San Miguel Arcángel in Tazacorte um 1493 gebaut wurde. In der Kirche befinden sich die flämische Bildhauerkunst Die Verkündigung (16. Jahrhundert) und eine Skulpturengruppe aus polychromem Holz aus Flandern.
- Teatro Circo de Marte: Das Gebäude, unweit der Kirche Santo Domingo, wurde 1624 errichtet und ab 1864 als Theater genutzt. 2008 wurde es komplett restauriert.
- Castillo de Santa Catalina wurde nach einem Entwurf von 1585 des italienischen Baumeisters Leonardo Torriani 1692 aus schwarzem Lavagestein errichtet. Die Festung wurde bis 1808 militärisch genutzt und diente auch als Kaserne und Gefängnis. Per Dekret wurde sie am 22. Juni 1951 zum nationalhistorischen Denkmal erklärt.
- Santa Maria (Barco de la Virgen), eine in originaler Größe nachgebaute Karavelle, mit der Christoph Kolumbus Amerika entdeckt hatte, befindet sich an der Plaza de La Alameda von Santa Cruz. 1765 wurde sie zuerst aus Holz und Stein und 1940 zur Bajada de la Virgen de las Nieves in Beton hergestellt. Sie gilt als ein Wahrzeichen La Palmas. Seit 1975 befindet sich im Schiff das Schifffahrtsmuseum, Museo Naval.[18]

### Galerie

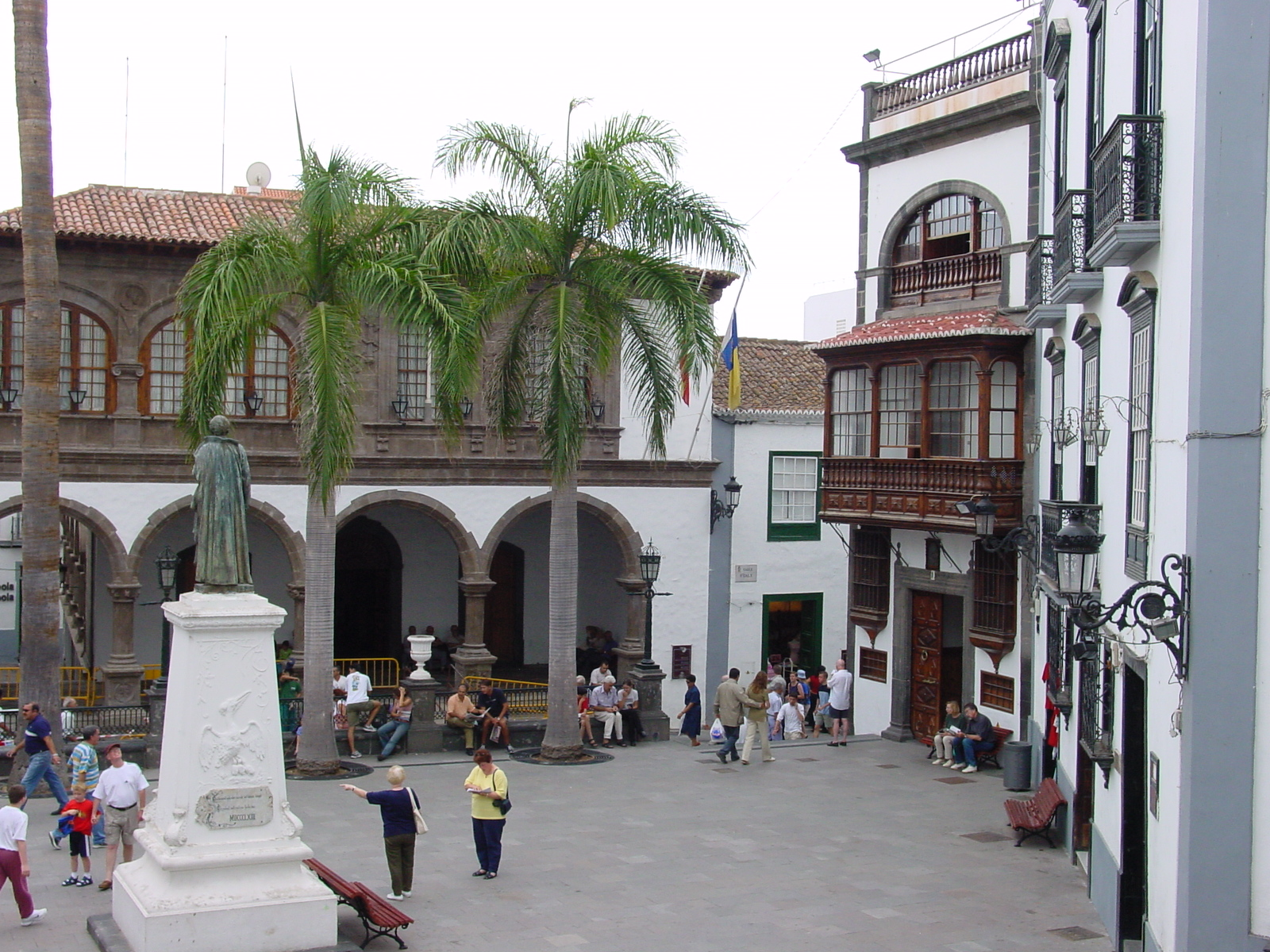
Rathaus und Bronzestatue von Manuel Hernández Díaz
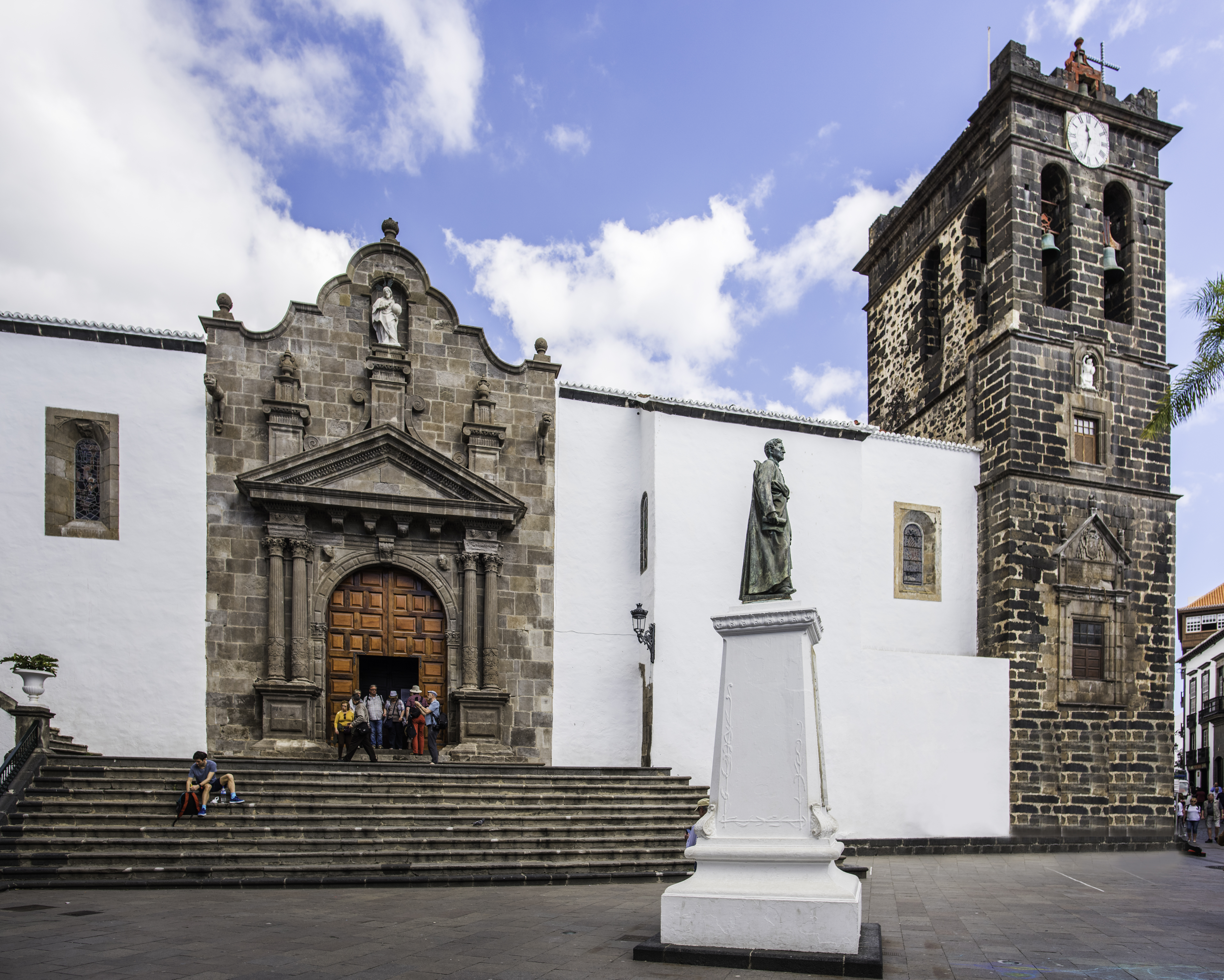
Iglesia Matriz de El Salvador
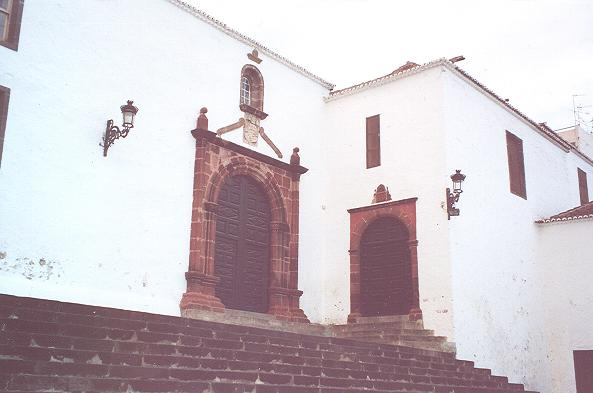
Iglesia Santo Domingo
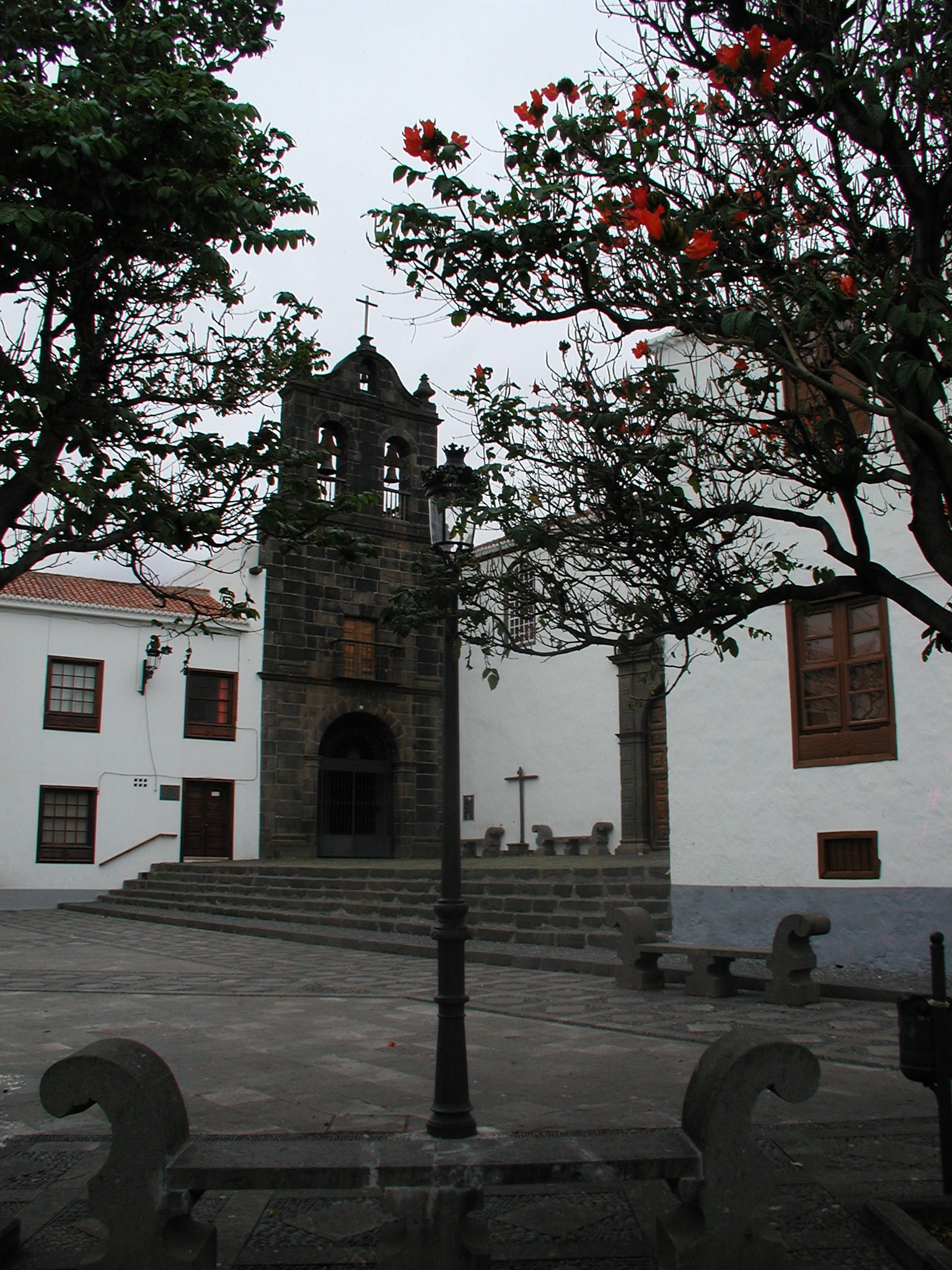
Iglesia de San Francisco
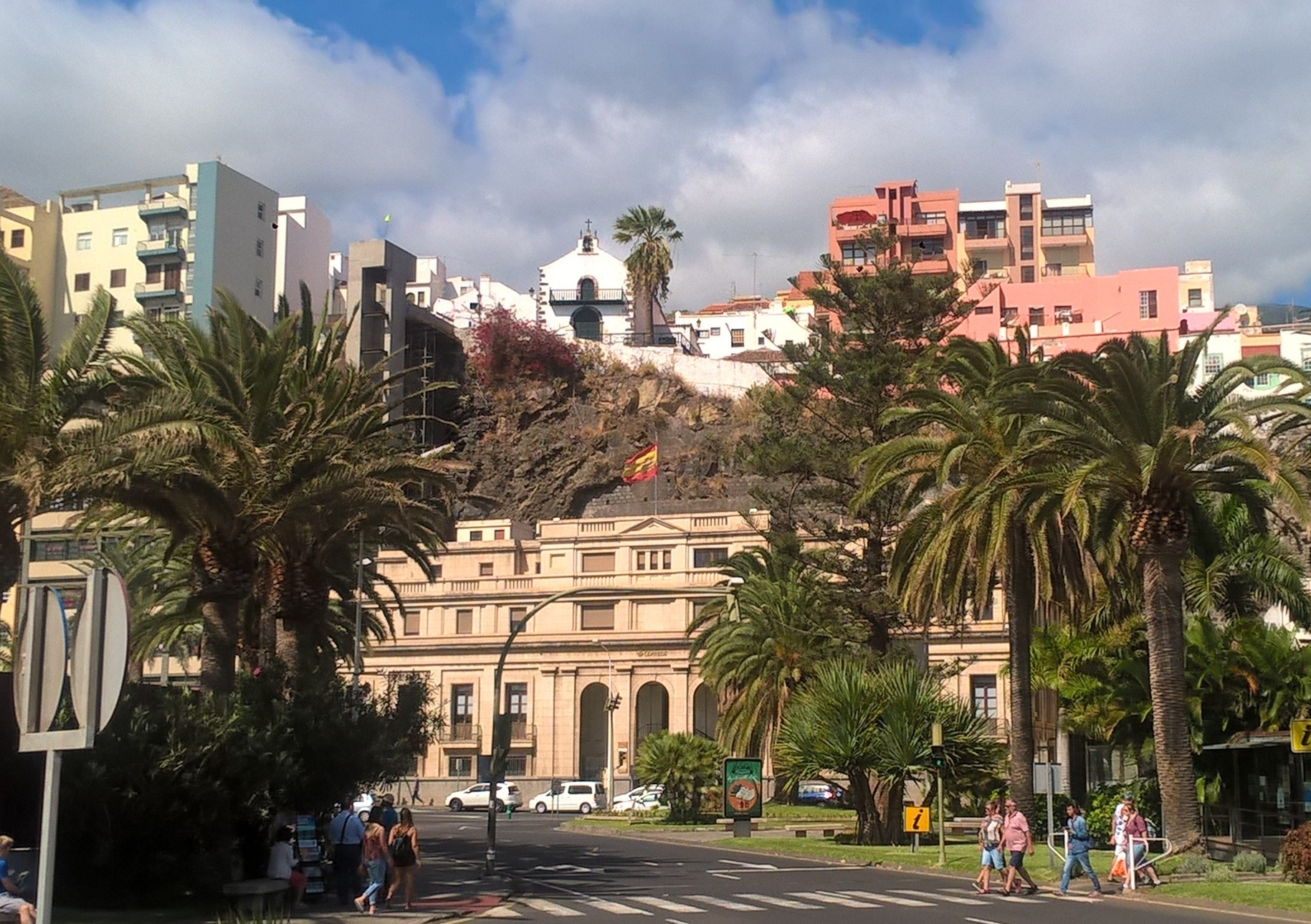
In der Oberstadt Ermita de La Luz
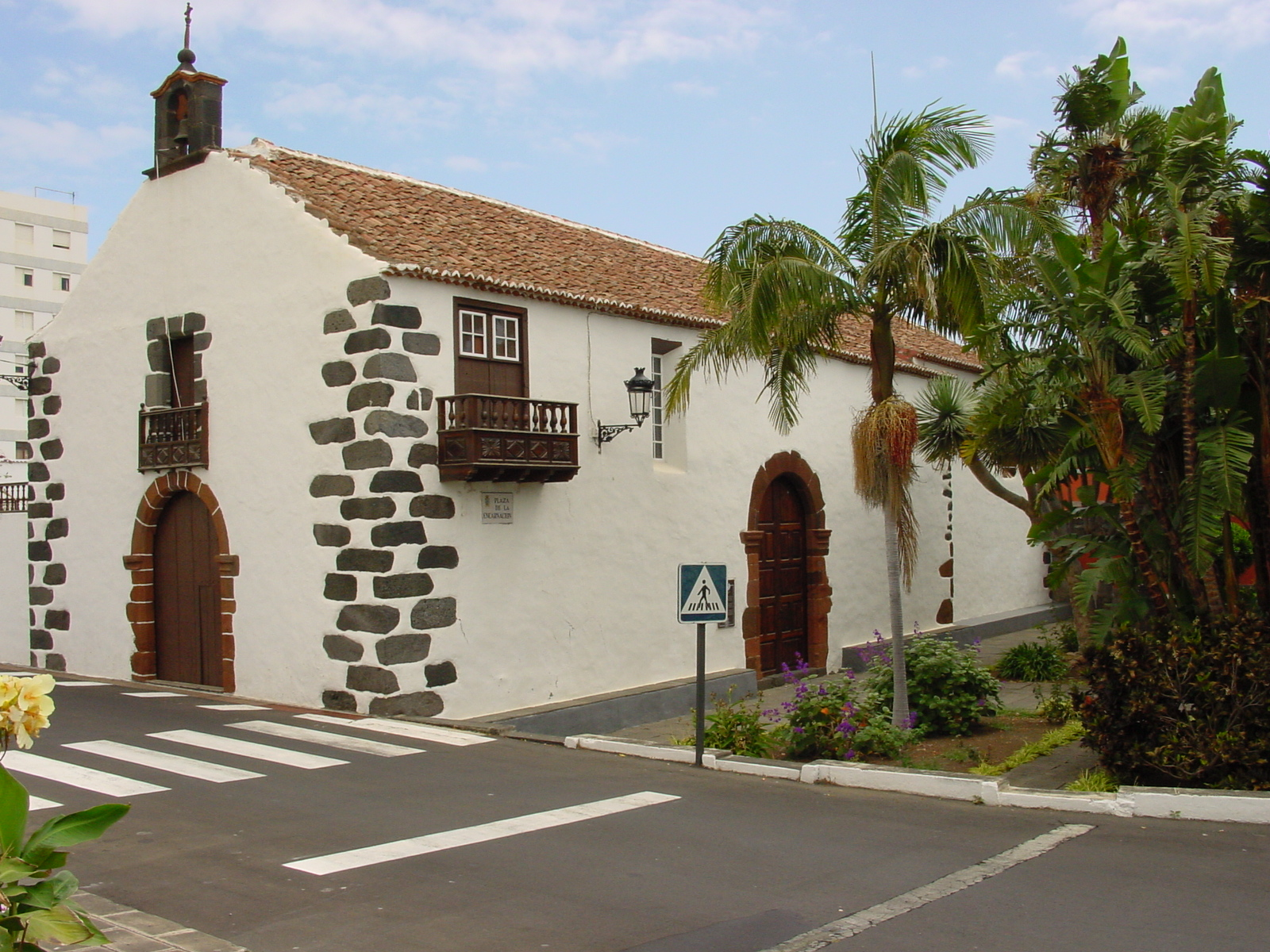
Ermita de La Encarnación
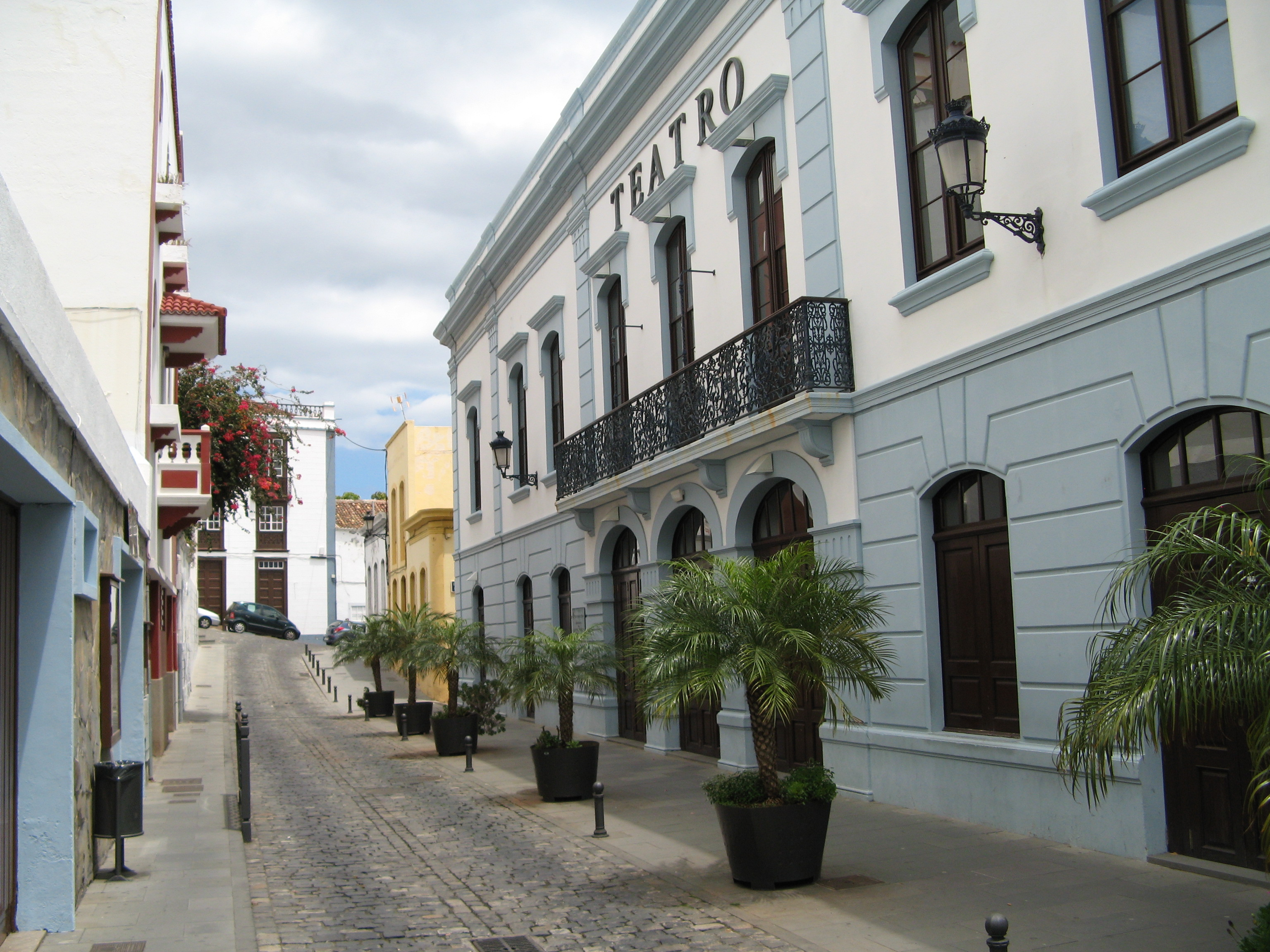
Teatro Circo de Marte
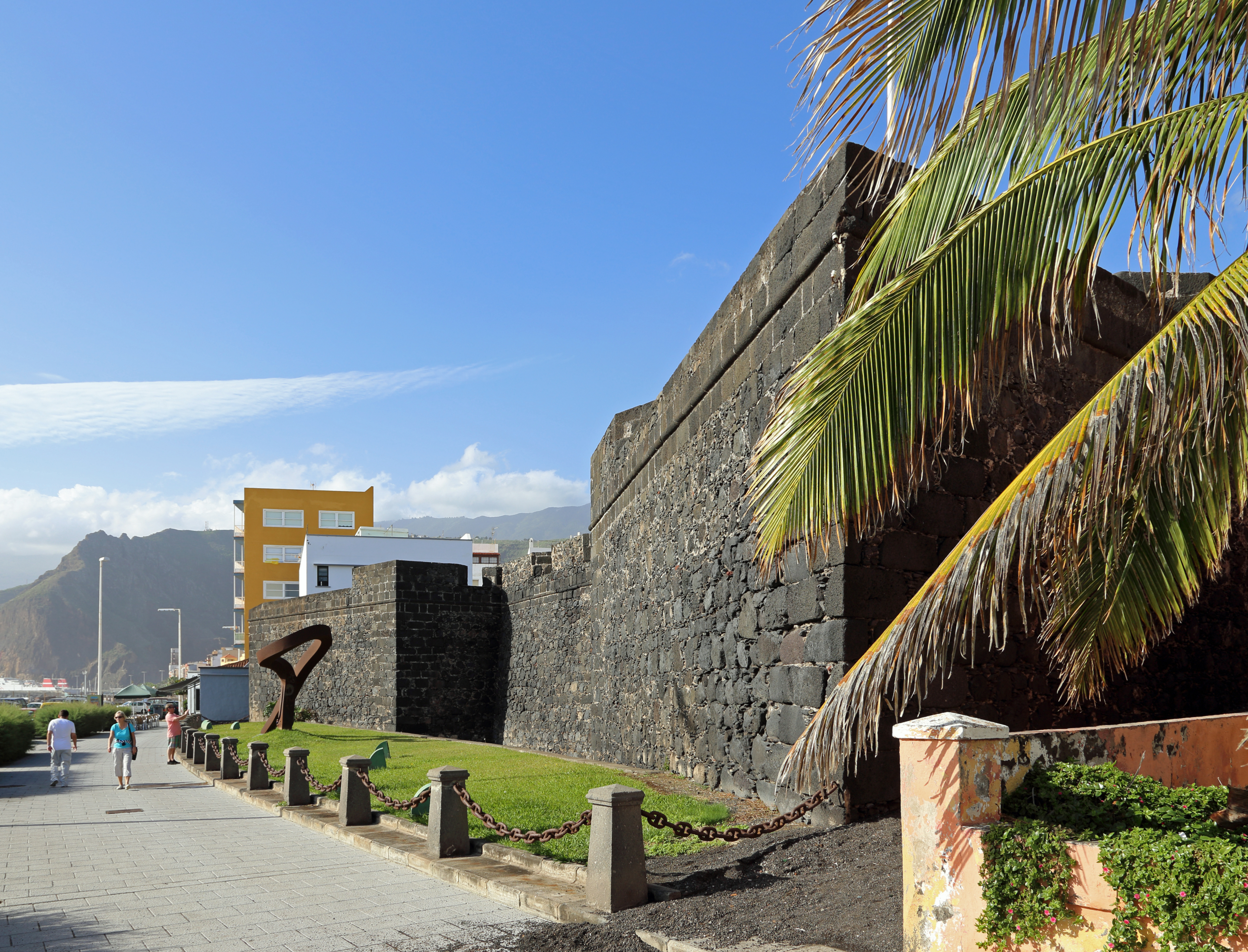
Castillo de Santa Catalina
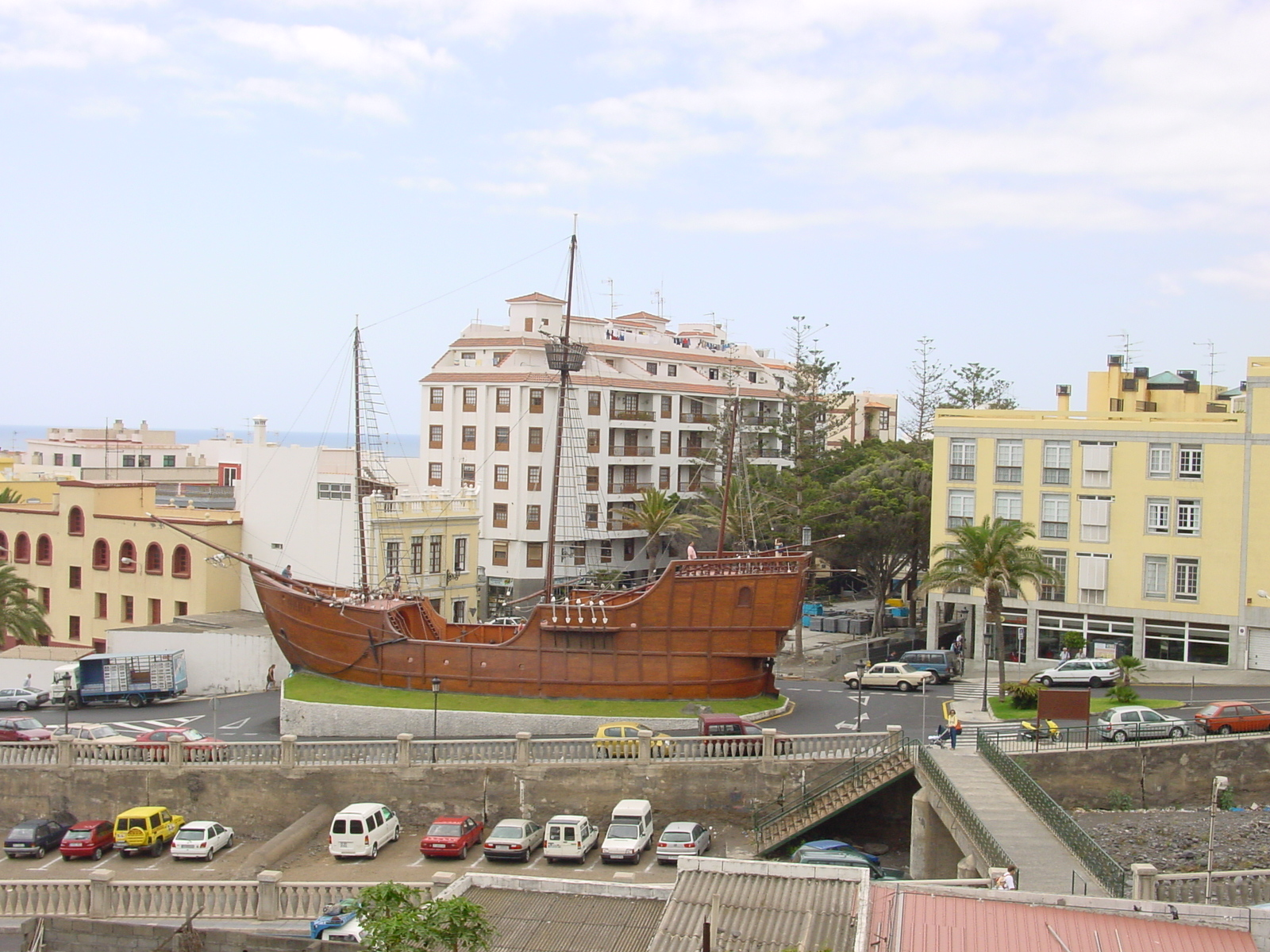
Nachbau der Santa Maria

## Fiestas
Die Bajada de la Virgen de las Nieves ist eines der herausragenden Feste La Palmas. Um eine drohende Missernte abzuwenden, ordnete der kanarische Bischof Jimenez einst an, die auf der ganzen Insel verehrte Statue der Jungfrau vom Schnee (Virgen de las Nieves), der Schutzpatronin von La Palma, von Las Nieves in einer Prozession in die Hauptstadt zu tragen. Die Prozession wird heutzutage alle fünf Jahre wiederholt, jeweils in den 0er- bzw. 5er-Jahrgängen. Die Feierlichkeiten ziehen sich jeweils im Sommer über mehr als einen Monat hin.
Ein weiterer Höhepunkt der Feierlichkeiten ist der Karneval, dessen Umzüge und Veranstaltungen an südamerikanischen Karneval erinnern. Am Karnevalsmontag (Día de Los Indianos) wird in Santa Cruz die „Heimkehr der Emigranten“ gefeiert. Die Palmeros kleiden sich dann ganz in weiß, als Parodie auf die damals in Lateinamerika zu Wohlstand gekommenen und werfen mit Babypuder um sich.
Im Juni und Juli findet seit 2015 das Festival Internacional de la Música mit internationalen Solisten und Kammermusikensembles statt.

## Orte der Gemeinde
Die Bevölkerungszahlen in Klammern stammen aus dem Jahr 2013.
- Santa Cruz de La Palma (13.250)
- Miranda (1.054)
- Lomo del Centro (235)
- Velhoco (151)
- Juan Mayor (181)
- Cuesta del Llano de la Cruz (198)
- Lomo Espanta (147)
- Los Alamos (133)
- El Planto (120)
- Las Tierritas (114)
- Llano Grande (102)
- El Pocito (105)
- Las Toscas (63)
- El Morro (54)
- Roque de Arriba (82)
- Barranco del Rio (39)
- Barranco de la Madera (77)
- La Verada (57)
- La Portada (64)
- Candelaria (56)
- Las Nieves (16)
- Lomo de los Gomeros (9)
- El Dorador (9)
- El Fronton (5)
- Las Lajitas (9)

## Söhne und Töchter der Stadt
- Hermenegildo Rodríguez Méndez (1870–1922), spanischer Theaterautor
- Domingo Acosta Guión (1884–1959), spanischer Journalist und Dichter
- Manolo Blahnik (* 1942), spanischer Schuhdesigner
- José García y Más (* 1945), spanischer Maler
- Antonio Tabares (* 1973), spanischer Dramatiker
- Samuel García (* 1991), spanischer Sprinter
- Pablo Konrad y Ruopp (* 1991), deutscher Schauspieler

## Bevölkerungsentwicklung
Das größte Wachstum erfuhr Santa Cruz in den 1930er und 1970er Jahren. Seit der Jahrtausendwende ist die Bevölkerungszahl, entgegen dem Trend für urbane Gebiete La Palmas, rückläufig.
| Jahr | Einwohnerzahl | Veränderung |
| ---- | ------------- | ----------- |
| 1900 | 7.024         |             |
| 1910 | 7.542         | +518        |
| 1920 | 7.258         | –284        |
| 1930 | 7.951         | +693        |
| 1940 | 11.605        | +3.654      |
| 1950 | 11.524        | –81         |
| 1960 | 12.967        | +1.443      |

| Jahr | Einwohnerzahl | Veränderung |
| ---- | ------------- | ----------- |
| 1970 | 13.163        | +196        |
| 1981 | 16.629        | +3.466      |
| 1990 | 18.183        | +1.554      |
| 2001 | 18.206        | +23         |
| 2007 | 17.353        | –853        |
| 2013 | 16.330        | –1.023      |

## Galerie

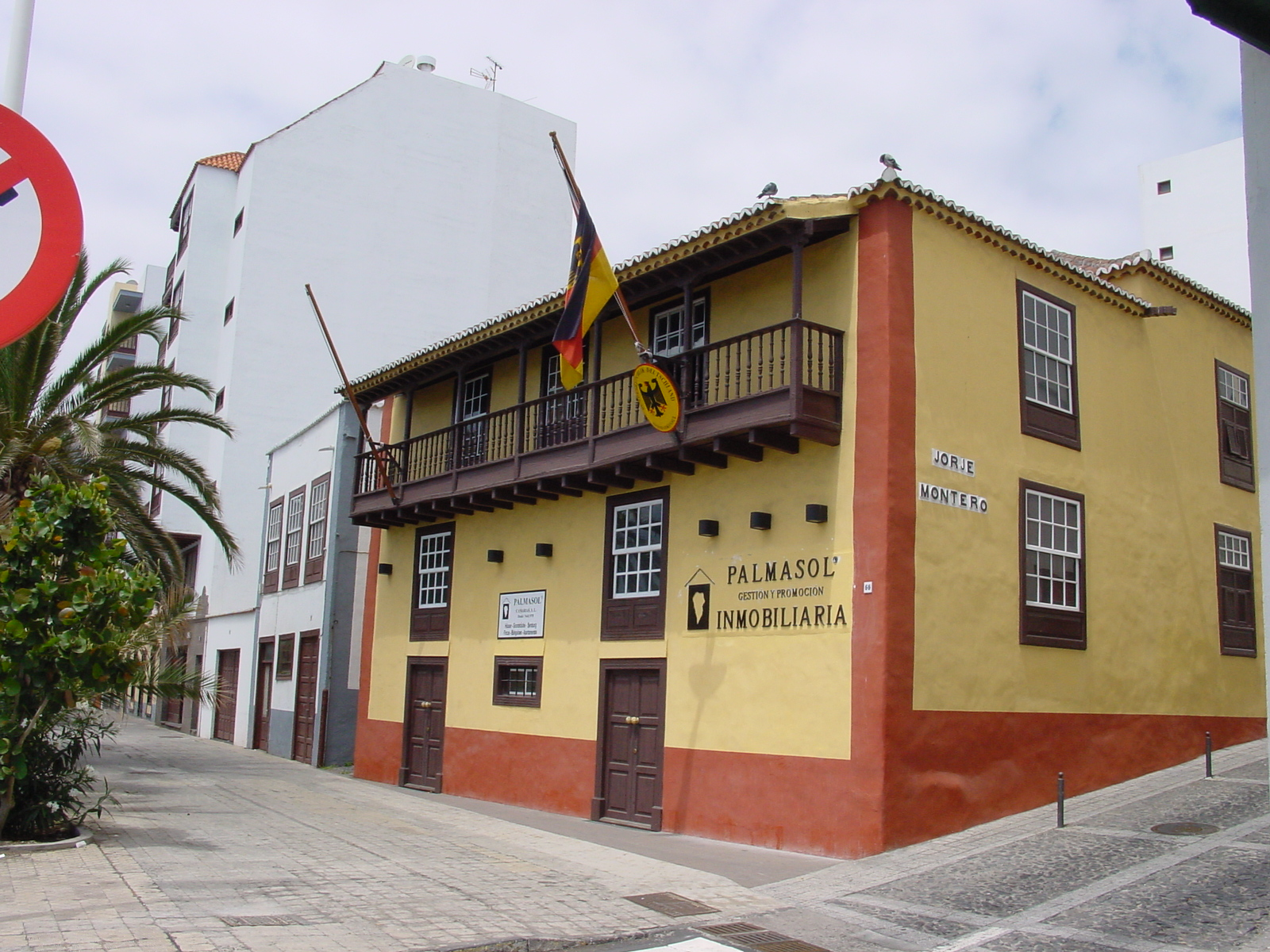
Deutsches Konsulat (Honorarkonsulat)
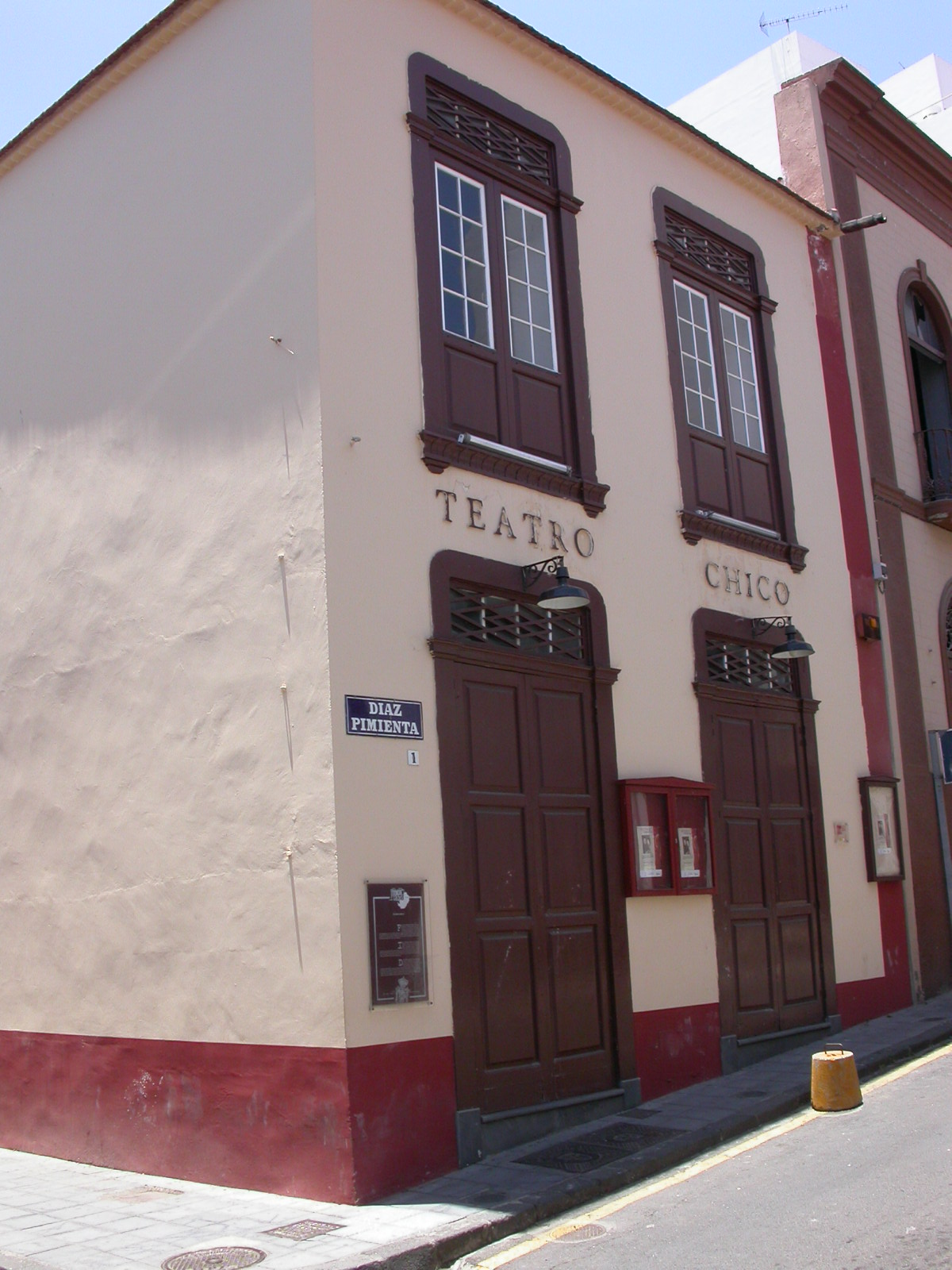
Teatro Chico
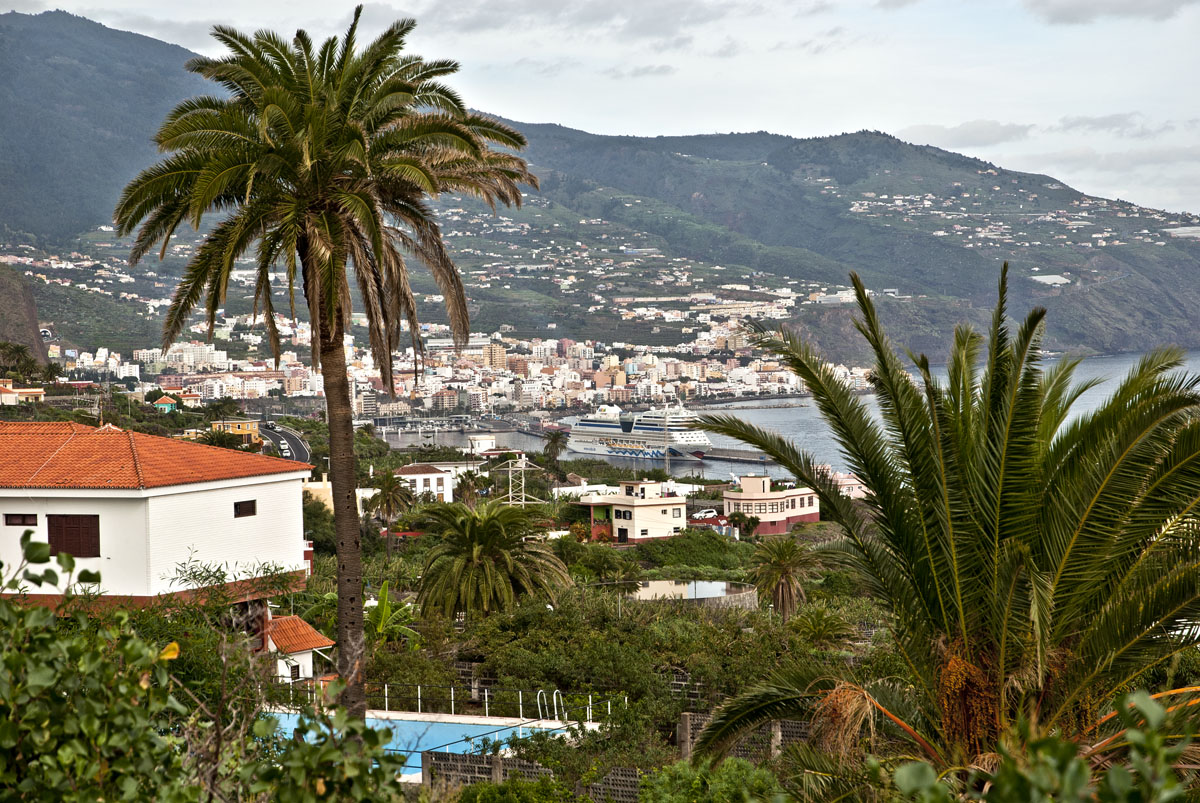
Santa Cruz de La Palma
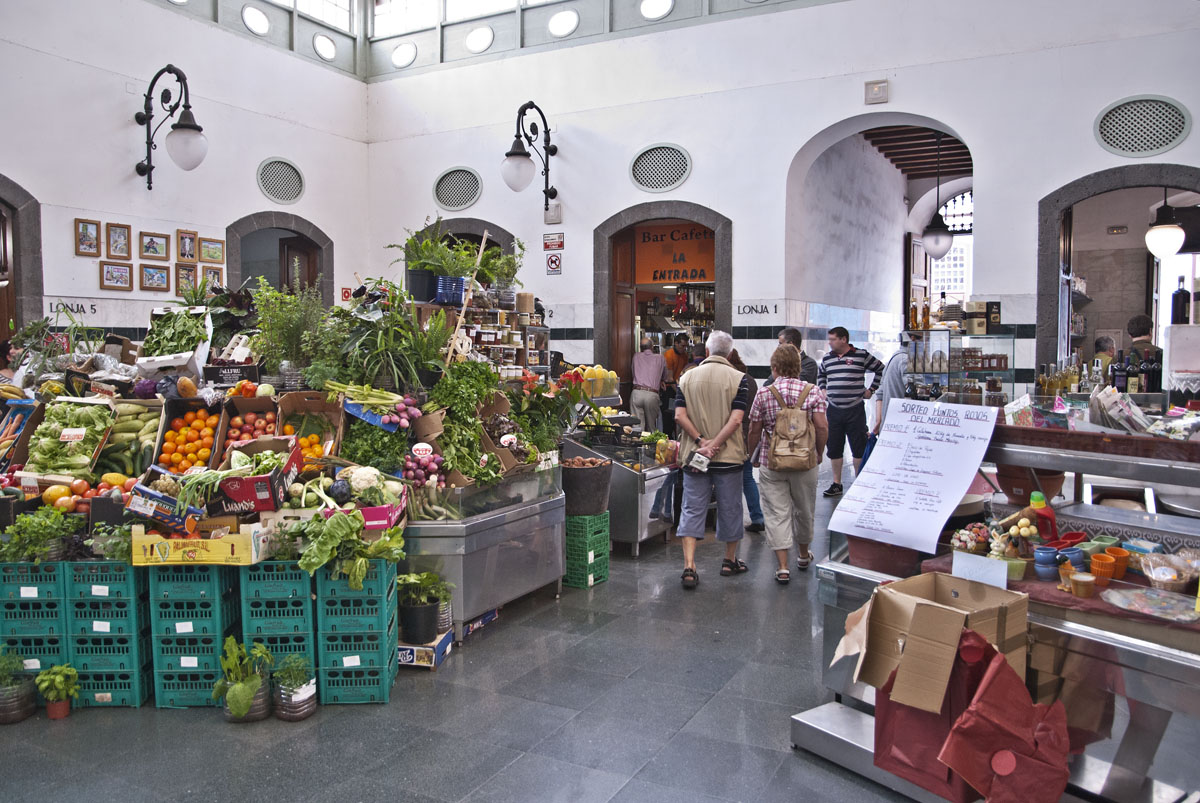
Markthalle
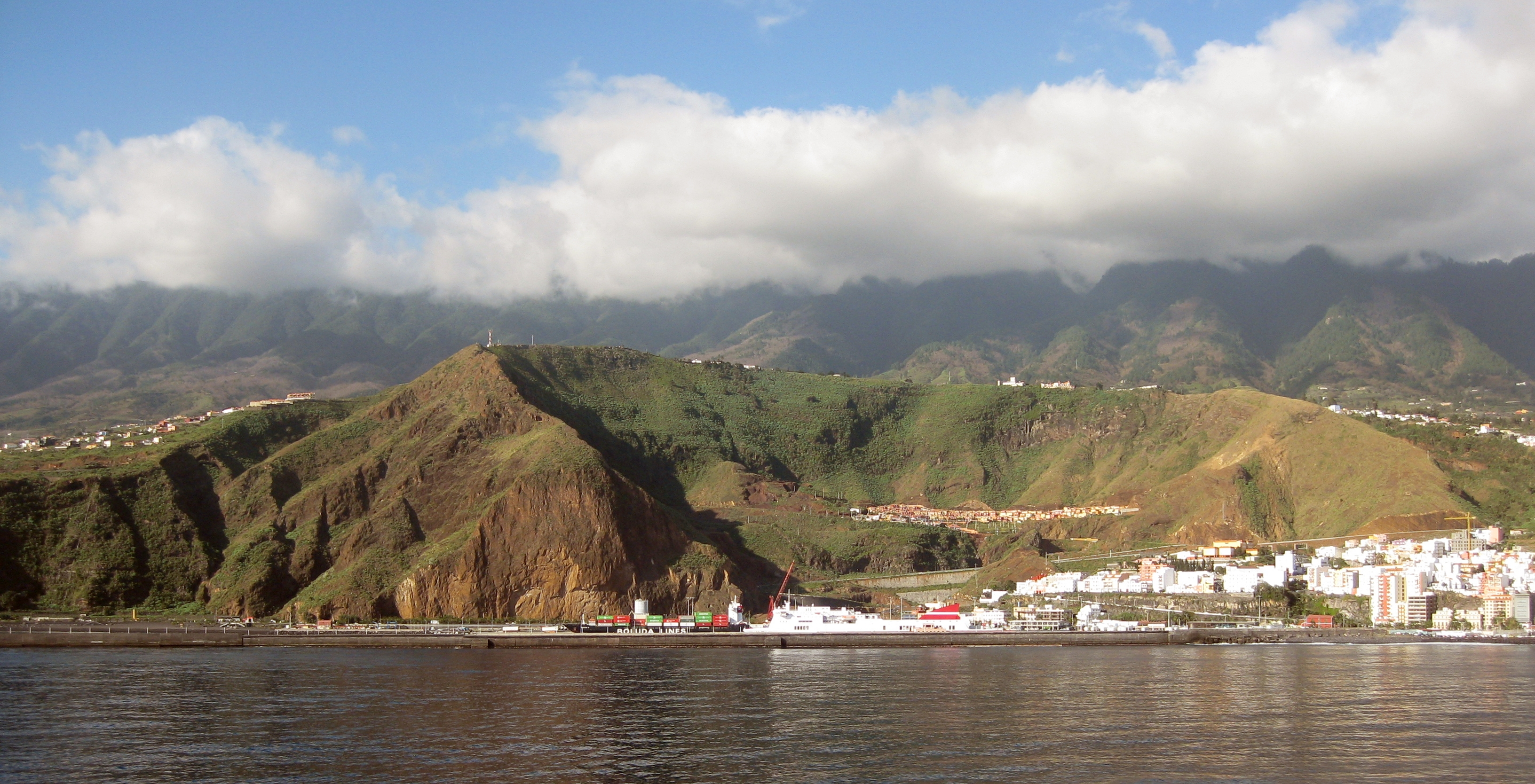
Vulkankrater Risco de La Concepción mit Stadtteil La Caldereta